# Денвер
Денвер (енгл. Denver), званично Град и округ Денвер (енгл. City and County of Denver), главни је, највећи и најнасељенији град у америчкој савезној држави Колорадо. Стациониран је у долини Јужне ријеке Плат, једне од двије ријеке Плат, на сјеверној страни Великих планина, источно од фронталног ланца Стјеновитих планина. На попису становништва 2020. у граду је живјело 715.522 становника, док процијењена популација 2019. године износи 727.211 становника, што је пораст од 21.17% и чини Денвер једним од најбрже растућих великих градова у Сједињеним Америчким Државама, као и 19 најнасељенијим градом САД. Метрополитанско подручје које окружује Денвер чини главни дио популације и економске активности у региону Предњег ланца урбаног коридора, гдје је процијењено да живи око 85% популације Колорада. Центар града је одмах источно од Чери Крика, док је Јужна ријека Плат око 12 km источно од подножја Стјеновитих планина. Град је добио име по Џејмсу В. Денверу, гувернеру територије Канзас. Надимак му је Миљу висок град, због тога што му је званична надморска висина тачно миљу изнад нивоа мора (1.609.3 m). Налази се на 105 меридијану западно од Гринича и спада у Планинску временску зону, која пролази директно кроз жељезничку станицу Денвер јунион.
Денвер је рангиран као  Бета глобални град, од стране Мреже за глобализацију и истраживање метрополитанских градова. Процијењено је да Метрополитанско подручје Денвера има популацију од 2.932.415 становника 2018, што чини подручје 19 најнасељенијим метрополитанским подручјем у Сједињеним Државама. Област Денвер—Аурора, који има 12 градова, има процијењену популацију 3.572.798 становника 2018. године и 15 је најнасељенија метрополитанска област Сједињеним Државама. Денвер је најнасељенији град од 18 округа Предњег ланца урбаног коридора, који се протеже преко двије државе и има процијењену популацију од 4.976.781 становника, према подацима из 2018. Други је најнасељенији град Планинског региона после Финикса. Године 2016, означен је као најбоље мјесто за живот у Сједињеним Државама, од стране медијске компаније U.S. News & World Report.

## Историја

### Златна грозница на Пајксу и прва насеља
Област Денвера, дио територије Канзас, ријетко је насељавано до 1850-их. Људи су долазили у потрази за златом, затим су настављали даље. У јулу 1858. године, Грин Расел и Сем Бејтс открили су мало алувијално налазиште, близу ушћа притоке Литл драј Крек (што је данас четврт Инглвуда), гдје је лежало око 620 g злата, што је било прво значајно златно откриће у региону Стјеновитих планина. Вијест се брзо проширила и до јесени, стотине људи је копало дуж Јужне ријеке Плат. До прољећа 1859. године, десетине хиљада људи је дошло у потрагу за златом, у врху Пајкс, док се број у наредне двије године повећао на 100.000.
На љето 1858, група рудара из Лоренса, стигла је у регион и оформила прву рударску заједницу — Монтана Сити, на источној обали Јужне ријеке Плат. То је било прво насеље у области која је данас позната као Метрополитанска област Денвера. Мјесто је увело брзо због слабих проналазака и већина досељеника и неких структура отишла су сјеверно до ушћа Јужне ријеке Плат и Чери Крик и оформили су ново насеље, које су именовали Сент Чарлс. Локација је била приступачна за постојеће возове и претходно је то било мјесто гдје су сезонски постављали логоре Чејени и племе Арапахо.
У октобру 1858, пет недеља након оснивања Сент Чарлса, Вилијам Гринебери Расел и досељеници из Џорџије формирали су град Аурарија, на јужној страни Чери Крика. Град, намијењен за ископавање злата, формиран је као одговор на високе цијене земље у Сент Чарлсу и давали су земљу свима који су хтјели да је граде куће и живе ту. У јануару 1859, отворена је пошта у Аурарији, која је пружала услуге из 50 кабина, које су раније конструисане..
Недуго након тога, успостављан је и трећи град, Хајгхленд, на западној страни ријеке, а пошто је био одвојен од друга два, споро се развијао.

### Лаример и нова територија Колорадо
У новембру 1858, генерал Вилијам Лаример и капетан Џонатан Кук, са источне територије Канзаса, срели су се да гувернером територије — Џејмсом В. Денвером, који им је часно дао задужења повјереника, судије и шерифа, распаковали су вагоне и подијелили залихе. Лаример је прегледао земљиште Аурарије у није био задовољан првом изабраном области. Преселио се у нову област, гдје је запалио логорску ватру и укрстио четири стабла памуковог дрвета, стварајући први „Ларимеров трг“, како би означио тврдњу на квадратну миљу, на земљу Сент Чарлса дуж потока, на постојећем насељу рудара у Аурарији. Већина досељеника је отишла кући у Канзас током зиме, док је само неколицина остала да брани земљу. Лаример и његови сарадници дали су досељеницима виски, обећања и пријетње омчом, помоћу чега се тврдња Сент Чарлса „предала“.
Име града је примијењено у Денвер Сити, по гувернеру територије Канзас, Џејмсу В. Денверу, са намјером да осигурају да ће град постати сједиште округа тадашњег округа Арапахо. Када је Лаример назвао град по Денверу, како би му учинио услугу, Денвер је већ био дао оставку на мјесто гувернера и није више имао утицај на именовање главног града.
У Денверу, на зиму 1858—1859 Катрина Волф Мурат, уз помоћ Ваполаха, Сијукса креирала је прву заставу Сједињених Америчких Држава у Колораду.
Денвер је у почетку био мање насеље, које су настањивали људи који су хтјели да просперирају од извлачења злата из пијеска у сусједном Чери Крику и Јужне ријеке Плат. Лаример, заједно са сарадницима у компанији Денвер Ситија, издао је земљу паралелно са потоком и продао парцеле у граду трговцима и рударима, са намјером да створи велики град који ће привући нове мигранте. Првих година, парцеле су углавном мијењане или су освојене на коцки. Ипак, тражиоци злата открили су да су налазишта злата обесхрабрујуће лоша или брзо нестају. Када је богато налазиште откривено у планинама западно од Денвера почетком 1859, дјеловало је да ће Денвер Сити можда постати град духова, јер си потражиоци отишли у потрагу за уноснијим потраживањима. Ипак, када је златна грозница почела, јавила се велика потреба за материјалима који не могу да се произведе локално, што је обезбиједило будућност Денвера као средишта за снабдијевање нових рудара.
Прије златне грознице, трговина је била ријетка у у Денверу. Ране експедиције у подручју, као што су експедиције на врх Пајк и експедиције Стивена Харимана Лонга, вратиле су се источно, према равницама, као што је „Велика америчка пустиња“, које су одвратиле миграције. Упркос томе, обављали су се гранични послови са домороцима и граничарима. Ипак, најближе главне трговачке руте, Орегон и Санта Фе биле су стотинама миља удаљене од области Денвера. Док трајна трговачка рута није формирана, локалци су морали да раде са неколико нових миграната који би долазили.
Аурарија и Денвер су почели да се такмиче у пословима који би могли да им обезбиједе долазак нових миграната и доминацију у области. У Аурарији је отворен први салон, ковачница и столарска радња. У мају 1859, Денвер је донирао 53 парцеле компанији Лернвут и Пајкс експрес, са циљем да обезбиједи прву жељезничку руту преко њихове територије у региону. Нудећи дневни превоз путника, поште, терета и злата, Експрес је стигао у Денвер пругом која је ишла кроз западне дјелове и требало му је до шест дана да стигне. Када су потрепштине почеле да стижу на Денверовој страни Чери Крика, посао је почео да се премјешта тамо. До јуна, Аурарија је имала 250 грађевина, Денвер 150 и оба града су расла брзо. Са растом, појавила се и потреба за већом владом.
Денвер, Аурарија и земља западно од Континенталне подјеле биле су дио округа Арапахо, који је садржао цијели западни дио територије Канзаса. Након стварања округа Арапахо 1855, углавном су га насељавали Чејени и Арапахо Индијанци, из само неколико досељеника. Није постојала влада округа, а лидери територије Канзас су били окупирани насилним догађајима названим „Крварећи Канзас“, мало пажње је усмјеравано ка округу Арапахо, чак и од стране Конгреса Сједињених Америчких Држава, који су били преокупирани пријетњом сецесије од стране робовласничких држава. Уз чињеницу да су поља злата почела да се крећу изван граница територије Канзас и због важности везе са рударским активностима ближим Денверу, почели су позиви на формирање нове територије или државе.
На дан 24. октобра 1859. године, одржани су избори како би се формирала провизионална влада за златна поља и провизионално формирање територије Џеферсон је одобрено. Изабрани гувернер територије Џеферсон, Роберт Вилијамсон Стил, отворио је прву сједницу законодавног тијела Џеферсона у Денверу, 7. новембра 1859. Амерички Конгрес се упетљао у дебату о укидању ропства и нису узели у обзир стварање нове територије. Избором Абрахама Линколна за предсједника Сједињених Америчких Држава, нестала је свака шанса за федералним одобрењем нове територије и могућност за било какву улогу у влади од стране гувернера Стила, који је био припадник Демократске странке и противник Линколнове Републиканске странке.
Тражећи повећање политичке моћи слободних држава, Конгрес је прихватио подјелу територије Канзас источно од 25 меридијана западно од Вашингтона Унији, као слободна Држава Канзас 29. јануара 1861. Стварање државе Канзас, оставило је сјеверни дио бивше територије Канзас, заједно са самопроглашеном територијом Џеферсон, званично неорганизованом.
На дан 28. фебруара 1861. године, одлазећи предсједник Сједињених Држава, Џејмс Бјукенан, потписао је акт који је донио Конгрес, о стварању Територије Колорада. Предсједник Линколн, поставио је Вилијама Гилпина из Мисурија за првог гувернера територије Колорадо и он је стигао у Денвер Сити 29. маја 1861. На дан 6. јуна 1861. године, гувернер Стил тражио је званичну прокламацију да је територија Џеферсон званично расформирана и тражио је од свих да прихвате закон Владе Сједињених Америчких Држава.
Централна скупштина Колорада одржала је прво засиједање 9. септембра 1861. и креирала је 17 округа за територију 1. новембра 1861. године, укључујући нови округ Арапахо, заједно са градом Денвером, као сједиштем округа. Скупштина је одобрила спајање градова Денвер, Аурарија и Хајланд у један град — Денвер Сити, због бољег управљања градова који се брзо развијају.
Денвер Сити је био сједиште округа Арапахо од 1861. до успостављања сопственог округа 1902. Године 1867, Денвер Сити је постао главни град територије Колорадо. Са добијањем нове важне улоге, граду је скраћено име у само Денвер. У августу 1876. године, Денвер је постао стални главни град државе Колорадо, када је Колорадо придружен Унији и након референдума државе Колорадо 1881.

### Турбулентне 1860-е и прекоокеанска жељезница
Прије 1861. године, Денвер је био технички дио округа Арапахо. Ипак, пошто округ никад није формиран, недостатак владе је резултирао крвном осветом и ентепреуризам. Енглески путник, Вилијам Хепворд Диксон, забиљежио је једном о Денверу „живот људи не вриједи ништа више него живот паса“. Након што је успостављена територија Колорада, постављене су судије, креирани закони, али је и даље била уобичајена сопствена правда.
Исте године када је Колорадо постао територија, избио је Амерички грађански рат. Већина грађана Денвера била је са сјевера и њихова подршка Унији одвукла је много јужњака из града, укључујући и првог градоначелника Денвера — Џона Мура. Вилијам Гилпин, први територијални гувернер Колорада, организовао је добровољну војску и послао је јужно у фебруару 1862, како би се борили против припадника Конфедерације у бици код планинског прелаза Глоријета. Пошто су многи ресурси одређени за рат, остало је мало за руднике, фарме и инфраструктуру и Денвер је стагнирао.
Иако је Денвер изненадио многе остале градове у Колораду у то доба, трансформишући се, и даље је сматран граничним градом. Цркве, у недостатку сталних постројења, обично су одржавали службе у јавним халама и салонима, док су дјеца похађала школе које су водили учитељи спорних способности. Рудници злата су опадали, а рудари су искористили површинске дјелове жила које садрже слободно злато и открили су да њихови рудници неће повратити злато из дубљих дјелова. Многи људи су напустили Колорадо, а они што су остали имали су проблема са недостатком сталног посла током економске рецесије, обично проводећи вријеме у пићу и тучама.
Прве дрвене грађевине биле су изузетно запаљиве, а 15. јула 1865, грађани су организовали волонтерску ватрогасну станицу. Годину касније, кофе и колица су и даље били у употреби, а ватрогасци били су неувјежбани и неисправни. На дан 19. априла 1863, избио је пожар у центру града у Денверу. Велики вјетар га је проширио и за неколико сати, велика већина дрвених кућа је уништена. Укупна штета процијењена је на 250.000 долара и, иако су грађевине биле минималне вриједности, губитак инвентара уништио је многе послове. Као резултат пожара, донесен је нови закон којим је забрањена изградња од дрвета и осталих запаљивих материјала у центру града. Нове грађевине су грађене од цигле и биле су обично веће од претходних. Како је реизградња напредовала, Денвер је почео да личи више на град него на камперско насеље као до тада.
На дан 19. маја 1864, годину након пожара, велике кише узроковали су неколико поплава дуж Чери Крика. Поплаве су доста оштетиле област Аурарије, уништивши зграду часописа Вијести Стјеновитих планина (енгл. Rocky Mountain News), методску цркву, градску скупштину и бројне канцеларије и засебне грађевине. Штета је процијењена на 350.000 долара, док су многи грађани остали без крова над главом. Вода је била контаминирана и пријетила је изазивањем епидемије. Упркос великим губицима, реизградња је почела готово одмах након поплава. Игноришући ризик, многи су своје куће изградили на земљишту подложном поплавама и поплаве су погодиле Денвер још 1875, 1878, 1912 и 1933. Поплаве су заустављене тек 1950-их, када су инжењери војног корпуса завршили изградњу бране на Чери Крику.
На љето 1865. нападнути су возови који су превозили намирнице и марјети су подигли цијене. Такође 1865, Скакавци су допливали у област, гдје су уништили сву вегетацију. Вриједност некретнина је значајно опала, толико да су цијели квартови мијењали власнике на покеру. Популација је са 4.479 1860. опала на 3.500 1866. Већина првобитних оснивача града и рудара били су међу онима што су отишли. До средине 1860-их, Грађански рат је завршен и Денвер је преживио много трагедије. Популација је поново почела да расте и до почетка 1870-их достигла је 4.759 становника. Са ослобађањем главног града, који је донио крај рата, још једном су почела улагања.
Када су улагања поново почела, начин превоза је постао велика брига. Превоз робе у и ван Денвера био је изузетно скуп, због чега је су планирали изградњу жељезнице. Године 1862, амерички Конгрес донио је акт о жељезницама на Пацифику, у који је укључен Колорадо и жељезничка пруга је планирана да оде до Великих Стјеновитих планина кроз Колорадо. Међутим, жељезница — Уједињена пацифичка жељезница, отишла је сјеверно, кроз Шајен, а потпредсједник жељезнице — Томас Дјурант, изјавио је да је Денвер „мртав и да га треба сахранити“. Гувернер Колорада, Џон Еванс, изјавио је да је Колорадо без жељезнице потпуно безвриједан.
Еванс и неколико локалних бизнисмена, у партнерству са инвеститорима из Источне Обале почели су са плановима за изградњу жељезнице која ће повезати Денвер и територију Колорада са националном мрежом жељезнице. На дан 19. новембра 1867, компанија је наставила пословање као Пацифичка жељезница Денвера и телеграфска компанија, којој се журило са изградњом због оснивања ривалских компанија — Клир Крик и Пацифичка жељезница, који су кренули са изградњом Централне линије Колорада, са намјером да повежу град Голден директно са Шајеном, како би тај Голден постао центар територије. Након неколико дана, компанија је продала акције у вриједности од 300.000 долара, али нису успјели да обезбиједе будуће финансирање изградње. Еванс је тражио од Конгреса да обезбиједи 900.000 km земље компанији, уз услов да компанија изгради линију која ће повезати Уједињену Пацифичку жељезницу у Вајомингу са постојећом линијом Пацифичка жељезница Канзас, са проширењем на запад само до централног Канзаса.
Са намјером да побиједе инвеститоре из Голдена, компанија је почела изградњу у Шајену 18. маја 1868. године и требало им је двије године да је заврше. Први воз из Шајена стигао је у Денвер у 24. јуна 1870. Два мјесеца касније, у августу 1870, Канзас Пацифик је завршио линију до Денвера и први воз је стигао у Денвер из Канзаса. Након завршетка линије од Канзаса до Денвера, линија Денвер Пацифик је постала саставни дио прве трансконтиненталне жељезнице која је повезивала источне и западне плаже Америке. Када је Уједињена пацифичка линија проглашена завршеном 1869, а златне шине стигле у Јуту, од путника је тражено да изађу из воза и пређу ријеку у Мисурију бродом. Након завршетка линије Денвер Пацифик, путницима је омогућено да дођу до западне обале без напуштања воза.
Централна линија Колорада, ривалска линији Денвер Пацифик, завршена је тек 1877. До тада, Денвер је успоставио надмоћ као главни град новоформиране државе Колорадо. Жељезница је довела становнике, туристе и потребне намирнице. Током 1870-их, процијењено је да је жељезницом долазило 100 нових становника сваког дана. Популација је значајно расла, од 4.759 1870-их до 35.000 на почетку 1880-их. Поред доласка нових становника, Денвер се нашао на туристичкој мапи и првих мјесеци у Денвер је стигло 1.067 посјетилаца. Првих мјесеци од отварања жељезнице, стигло је 5.900.000 намирница теретним возовима.

### Денвер током сребрне грознице
Сребро је откривено близу Монтезуме, Џорџтауна, Сентрал Ситија и Ајдахо Спрингса средином 1860-их, али је ископавања одлагано све док нису топионице изграђене крајем 1860-их. Упркос раном открићу сребра, највећа област сребра у Колораду — Лидвил, није откривена до 1874, а рударска ископавања донијела су богатство грађанима Денвера.
Економија града је постала много стабилнија изградњом жељезнице, трговином на велико, прерадом хране, услугама растуће пољопривреде и ранчерским залеђем. Између 1870. и 1890, приход града од производње износио је од 600.000 до 40 милиона долара, док је популација порасла 20 пута, до 107.000 становника. До 1890, Денвер је постао 26 највећи град у Сједињеним Државама и пети највећи западно од ријеке Мисисипи. Брзи развој града привукао је милионере, који су изградили палате, али такође је донио сиромаштво и криминал. Од почетка златних ископавања, преко трансформације у снабдјевача робом и услугама, Денвер је увијек био мјесто гдје су рудари, радници и путници могли да потроше новац. Салони и коцкарнице прошириле су се брзо након открића. Године 1859, отворен је театар Аполо Хал, након чега је отворен и театар Денвер, у којем је изведен први оперски наступ 1864, док је театар Бродвеј довео признате међународне извођаче. Ипак, најлуксузнији био је театар Гранд Опера Хаус, отворен 1881. године.
Изградњом од стране Хораса Табора, новцем који је зарадио од копања сребра, за театар Гранд Опера Хаус речено је да је најраскошнији и најбоље опремљени театар између Чикага и Вашингтона. Заузимао је читав блок и промијенио је слику Денвера, од брзо растућег града до града свјетске класе. Током година изграђено је доста других великих грађевина, као што су жељезничка станица Јунион, хотел Палас 1892 и Колорадо Стејт Капитол 1894, уз куће за милионере, Денвер је почео да добија слику великог града. Током 1880-их и 1890-их, осим напретка, била је присутна и корупција. Шефови подземља, као што су Сопи Смит и Лоу Блонџер, радили су заједно са градским званичницима и полицијом, како би узимали профит од коцкања и предузећа. Такође, био је присутан велики број јавних кућа, од оних у раскошним предграђима, које су водиле истакнуте надам Мети Силкс и Џени Роџерс, до оних скромних, лоцираних неколико улица даље, дуж улице Маркет Стрит. Едвард Чејс је одржавао карташке игре, уз пружање забаве многим истакнутим личностима у Денверу. Посао се развијао, посјетиоци су трошили новац и одлазили даље. Мадам су водиле свој посао тајно, а дјевојке нису показивале своје способности превише окрутно, док би представници власти скретали поглед на другу страну. Повремена чишћења и казне задовољили су захтјеве за реформама. Прије него што је Орландо постао територија 1861, није постојао систем суда и правду је спроводила јавност. Када је успостављена територија, формиран је и правосудни систем, али је тек 1874, у Денверу установљена позиција шефа полиције. Правници су у почетку имали договор са Комитетом Опрезности, који је обично називан Лига закона и реда, која је водила рачуна о спровођењу закона. Једном кад би била донесена, пресуда је била коначна. Између 1859. и 1860, 40 мушкараца је оптужено за убиство, који су били изведени пред пороту од 12 мушкараца и најмање једног судије. Шест од 14 мушкараца је осуђено на смрт.
Борба за женско право гласа избила је током 1893; предводиле су је удате жене средње класе, које су прво организовале прохибицију, а затим је циљ подржавање републиканског држављанства за жене. Социјално еванђеље било је црквена подршка прогресивизма, протестанти, Јевреји и католици помогли су успостављању система социјалне помоћи за гладне и болесне, почетком 20. вијека. Томас Узел, лидер Методичке народне партије, формирао је бесплатну амбуланту, биро за. запошљавање, љетњи камп, вечерњу школу и часове енглеског језика. Баптистички министар — Џим Годехарт, касније градски капелан и директор социјалне помоћи, формирао је биро за запошљавање и обезбиједио храну и преноћиште за бескућнике. Непрофитна организација, Јунајтед веј оф Америка, има коријене у Денверу, гдје је лидер цркве, 1887. године, организовао добротворни фонд, који координира фондом за 22 организације. Мајрон Рид, лидер хришћанских социјалиста, изјавио је да су напори организације да. раздвоји вриједно од безвриједног слаби, говорећи о правима радничких синдиката, као и Афроамериканаца и рођених Американаца, док је означио Кинезе и мигранте из источне Европе као зависни алат корпорација, који је спуштао животни стандард Американаца.
Отприлике у исто вријеме Орландо је добио надимак „Свјетски санаторијум“, због суве климе, што је сматрано погодним за лијечење респираторних болести, поготово туберкулозе. Многи људи су долазили из Источне Обале, у потрагу за лијеком, доносећи са собом вјештине које су прошириле индустријску базу Денвера. Велики број Јевреја формирао је двије болнице које су бринуле о здравственим потребама њихове заједнице. Са намјером да трансформишу град и један од највећих свјетских градова, лидери су улагали у индустрију и привлачили су раднике да раде у новим фабрикама. Денвер је убрзо имао и растућу популацију Њемаца, Италијана и Кинеза, као и Афроамериканаца и Јужноамериканаца, који су у град долазили у потрази за послом. Неприпремљени за то, услиједила је Велика депресија Денвера, која је утицала на политички, социјални и економски баланс, долазећи до етничке бахатости, стварања кланова, као што је Кју-клукс-клан и организације Црвена паника, као повећања корупције и криминала.

### Економска криза 1893. и домаће правило
Године 1893, Економска криза погодила је нацију и сребрна грозница је уништена, јер је вриједност сребра девастирана. Денвер је већ доживљавао пад економије, због неколико узастопних година суше и грубих зима, које су погодиле пољопривредну индустрију. Пољопривредне невоље, уз одлазак страних инвеститора, узроковао је велики пад акција, затварања банака, пропадање послова, као и престанка рада неколико фарми. Без Федералне помоћи банкама, многи грађани су изгубили животне уштеђевине. Након затварања банака, вриједност је опадала, топионице су престале са радом, а трамваји су имали проблема са наплаћивањем карата. Уједињена Пацифичка жељезница, која је апсорбовала жељезнице Денвер Пацифик и Пацифик Канзас током 1880-их, прогласила је банкрот.
Национална незапосленост процијењена је на између 12 и 18% током 1894. Плате су опале, док се проширио талас штрајкова, од којих је у најзначајнији у Колораду био Рударски штрајк 1894. у Крипл Крику, који је трајао пет мјесеци. Док су рудници сребра почели да се затварају, због константног опадања вриједности сребра, незапослени рудари и остали радници из планина Колорада, преплавили су Денвер у нади да ће пронаћи посао. Због неспособности града да води рачуна о незапосленима, неке жељезничке компаније почеле су да нуде смањење цијена карата за људе који су напуштали Денвер у нади да ће пронаћи посао. То је довело до опадања популације, од 109.000 1890, до, 90.000 1895. Ново градско право дато је Денверу, од стране државних органа, којим је децентрализована већина моћи градоначелника на шест административних одељења, од којих су бирана на изборима, два је постављао градоначелника, а два је постављао гувернер. Сматрано је да план даје максималну прилику за политичке странке и корпоративну контролу. Чланови борда града које је поставио гувернер, преузели су потпуну финансијску контролу над полицијом, ватрогасном и одељењима за порез. Више од половине градских расхода пролазило је преко борда, што је дало гувернеру и његовој странци директну контролу над Денвером.
Гувернер, Дејвис Хансон Вајт, изабран је 1893, на основу реформаторске платформе Грађанске странке. Покушавао је да сруши корупцију у Денверу смјеном полицијских и ватрогасних комесара 1894, за 
које је вјеровао да штите коцкаре и проститутке, за шта је вјеровао да погоршава кризу. Званичници су одбили да напусте положаје и брзо су им се придружили остали који су осјетили да су им послови угрожени. Забарикадирали су се у градској скупштини, а државна војска је послата да их избаци. Савезне трупе су позване из сусједног Форт Логана, како би интервенисали и угушили побуну. Евентуално, гувернер Вајт је опозвао војску и дозволио је Врховном суду Колорада да одлучи случај. Суд је одлучио да гувернер има власт да смијени комесаре, али је укорен због довођења војске, у случају који је постао познат као „Рат у градској скупштини“.
То што је гувернер имао толико моћи око пословања у Денверу, није сметало становништву. Када је економија пропала, утицај и разлике шест одељења постале су много израженије. Избори су разочарали, а изабран је први нестраначки кандидат, Т. С. Мекмареј. Реизабран је 1897, али је поражен на изборима 1899. Незадовољство са главним политичким странкама, које су држале власт, довело је до стварања покрета „Домаће правило“. Године 1902, усвојен је амандман којим се дозвољава градовима да усвоје домаће правило и Денвер је постао град—округ.
Економија Сједињених Америчких Држава почела је да се опоравља 1897. и док су послови су почели да се враћају у Денвер, стварне вриједности имања остале су у кризи до 1900. Током кризе, једина константна индустрија била је пољопривреда. Развој инфраструктуре наводњавања и раст диверзификације усјева, довео је до стабилне прехрамбене индустрије широм државе. Без послова које доноси производња и прерада хране, криза у Денверу била би много гора. Град је повратио популацију која је била отишла током кризе, од чега већину анексијом сусједних градова и 19. вијек завршио је са више од 133.000 становника.

### Период напретка
Период напретка донио је ефикасност, би која је представљена 1992, када је Денвер постао град и округ. Године 1904, Роберт В. Спир је изабран за градоначелника и иницирао је неколико пројеката који су донијели нове знаменитости у град, реновирање постојећих постројења и побољшање пејзажа, укључујући градски аудиторијум, Грађански центар и музеј природе и науке. Лидери града отишли су у Вашингтон и након што су добили увјеравања политичара да Денвер више није град на граници, обезбиједили су прву велику партијску конвенцију на западу — Демократску националну конвенцију 1908. Денвер је успоставио суд за малољетнике, под вођством судије Бена Линдсеја, који је стекао националну славу за труд у стварању важног напретка у односу закона према дјеци. Године 1914, Емили Грифит, наставница у школи у Денверу, отворила је школу за Прилике, у којој су се учили језици и вокалне инструкције, кроз дневну, али и ноћну наставу. Такође током истог периода, проширен је систем паркова и планинска земља је одређена за будућу мрежу планинских паркова. Обори за стоку почели су да се шире око локалних складишта жељезница, док су фармери почели да продају стоку месарској индустрији у Канзас Ситију и Чикагу. Локални ранчеви концентрисали су се на држање стоке прије него куповања са истока и 1906. одржан је први национални фестивал стоке, који је брзо прешао у стални фестивал. Све то је помогло Денверу да добије надимак „Краљевски град равница“.
Раднички синдикати су били активни у Денверу, посебно занатски синдикати, који су се придружили Америчкој федерацији синдиката и жељезничком братству. Након што су угостили конвенцију Демократа 1998, заједница АФЛ, која је формирала трговину Денвера и Синдикалну скупштину, углавном је подржавала демократске кандидате. почетком 1913, чланови удружења Индустријски радници свијета, познати и као „Воблији“, због борбе за право говора, тражили су да одрже говор у Денверу, што градске власти нису прихватале. Чланови удружења изазвали су полицију, са циљем да доспу у затвор, како би притисли градске лидере. Њихова тактика, која је била успјешна на сјеверу и западу скоро пола деценије, препливала је судове, који су се бавили само слободним говором. Порески обвезници жалили су се да су присиљени да хране цијелу војску затворених „Воблија“. У својој аутобиографији, Ема Голдман, писала је о 27 чланова удружења који су ухапшени током слободног говора у Денверу, да су мучени у знојној кутији, због тога што су одбили да раде у каменолому. Након пуштања, марширали су улицама са банерима и пјесмама. Удружење је добило право да говори у име радника и након годину, основали су одељење у Денверу. На уласку у Први свјетски рат, Денвер се огледао на остатак нације, у жељи да остану неутрални. Ипак, Сједињене Државе су ушле у рат 1917. Денвер је допринио шта је могао за потребе рата. Дониране су намирнице и одјећа, дјеца су уписана у пољопривредне и баштенске клубове, како би ослободили младиће од одласка у рат, а рударски и пољопривредни интереси проширени су како би се подржале трупе и нација. Како је цијена робе расла са потребама рата, фармери су почели са садњом усјева у много већем броју, а рударске компаније су отвориле нове раднике за молибден, ванадијум и тунгстен.
Док су се Сједињене Државе бориле против Њемачке у Европи, против Њемачко удружење формирано је у Денверу. Прије рата, Њемци су били значајна мигрантска група у граду, који су се обично састајали у сопственим етничким клубовима. Имали су довољно политичке снаге да обезбиједе усвајање закона који ће да се у школама уче њемачки и гимнастика и до 1889, сви закони у Колораду штампани су на енглеском, шпанском и њемачком. Њемци су изградили цркву и имали су удјела у рударству и пољопривреди, али многи у Лиги умјерености повезали су их са производњом и конзумацијом алкохола. Вјерујући да све зло долази од пића, прохибиционисти су се усмјерили на „америчку активност“ и 1916, алкохол је забрањен у држави. Већина власника салона и пивара остала је без посла, а са избијањем Првог свјетског рата, многи други су отпуштени и прогнани. Њемци су престали да предају у школама и многи Њемци су напустили своја имања како би избјегли сукобе.
Многи индивидуалци у покрету прохибиције, повезали су криминал и морално посрнуће у америчким градовима са великом популацијом миграната. У маглом повратку у настајање нове реалности демографије Сједињених Држава, већина прохибициониста описала је доктрину домаћег, у којој су напоменули да Америка није никад остварила велики резултат на свом Англо—саксонском поријеклу. То је довело до успостављања ксенофобичних постројења у насељеним мигрантским заједницама, које су обично биле за укидање прохибиције. Ова постројења одвела су многе у Денверу да се придруже Кју-клукс-клану, због тога што се клан противио страним мигрантима и бранио је прохибицију. Римокатолички мигранти, посебно са ирског, италијанског и пољског подручја и јеврејски мигранти из Источне Европе били су обично мета клана. Ове заједнице су почеле да се Американизују и клан је брзо изгубио утицај, посебно службе Кларенса Морлија, члана клана, као гувернера државе. Како се прохибиција задржала, многи су почели да увиђају негативне ефекте, као што су отровна ракија, корупција, подмићивање и опијање напицима. Гласачи у Колораду укинули су прохибицију 1. јула 1933. године, након чега је услиједио нови талас расизма и дискриминације миграната из Мексика и Афроамериканаца, Кју-клукс-клан више никада није имао значајну моћ у политици Колорада.

### Велика криза
Након завршетка Првог свјетског рата, економија је била чврста одређени период. Ипак, због слабије потражње за робом, цијене су падале и 1918. услиједила је кратка рецесија, коју су пратиле финансијске кризе између 1920. и 1921. Рударска индустрија је снажно погођена опадањем цијена и порастом страних супарника током послијератних година рецесије. Ископавања угља у Колораду су углавном погођена алтернативним изворима горива, који су били широко распрострањени,док су лабораторије штрајковале. Године 1928, Денвер је добио крај цјевовода природног гаса из Тексаса, а пошто је већина становништва и послова прешла на гас, осјетила се већа потреба за угљем. У периоду између 1905. и 1929. забиљежен је највећи кишни период у историји Колорада. Повољно вријеме, у комбинацији са захтјевима ратних година, довело је до узгоја разних биљки на фармама, а значајни пад цијена у послијератним годинама донио је значајне губитке фармерима. Расходи су премашивали приходе и многи фармери су морали да продају земљу, коју су или издавали другима или би је једноставно напустили. Суво земљиште је било уобичајено у преријама јер су многи фармери уклонили природну траву која је помагала да се контролише ерозија. Године 1929, национална економија се срушила, што је довело до Велике кризе. Године 1930, почела је
најраспрострањенија и најдужа суша у историји Колорада, период који је означен као Прљаве тридесете. Суша, ерозија соли и економска криза довели су до великог социјалног преокрета, који се проширио кроз цијелу нацију.
Прљаве тридесете десетковале су пољопривреду и узроковале затварање бројних индустрије и рудника, чији су радници отишли. Многи од незапослених људи дошли су у Денвер у потрази за послом и бољим животом. Процијењено је да је током 1933, један од четири становника био незапослен. Хуверова влада обећала је да ће рецесија проћи брзо, али економија је наставила да се погоршава, а Френклин Рузвелт је побиједио на изборима за предсједника Сједињених Држава 1932, са обећањем Њу дила, који је донио новчана средства и послове у Денвер и Колорадо. Организација заштите Америчких грађевина, ангажовала је архитекте и фотографе да документују историјске грађевине у процесу који је инспирисао рађање покрета заштите историје. Грађански покрет за очување, изградио је стазе и паркове и парковима у Денверу. Администрација за напредак послова изградила је улице, опоравила школе и финансирала умјетнике да декоришу зграде владе. Нови путеви и стазе омогућиле су туризам и заједно са побољшањем жељезнице и ваздушног саобраћаја, Денвер је постао средиште саобраћаја.
Средином 1920-их, Денвер је финансирао изградњу тунела Мофат, кроз Стјеновите планине, који је отворен 1928, скратио је растојање између Денвера и обале Пацифика за 283 km. Тунел је отворен када је жељезнички саобраћај пролазио кроз период трансформације током 1930-их. Жељезница Барлингтон представила је воз Зефир, који је саобраћао на релацији од Денвера до Чикага за, тада рекордних, 13 сати и 5 минута. Ишао је на дизел, што је било револуционарно, побољшавајући и брзину и удобност, што је промијенило очекивања јавности од превоза возом.
. Директна линија са западном обалом помогла је Денверу да се такмичи са Шајеном и Пуеблом за жељезнички посао и Денвер је брзо постао главни центар железничког саобраћаја. Денвер је задесила велика поплава, 3. августа 1933, након попуштања бране на Кастлевуду.
Ваздушни саобраћај је напредовао у исто вријеме. Градоначелник Бенџамин Стаплетон отворио је аеродром Денвер 1929. године. Изграђен је сјевероисточно од Денвера, за шта је часопис Денвер пост истакао да је позициониран далеко од центра града и да локација одговара главним спонзорима града. Ипак, са четири шљунковите писте, једним хангаром и терминалом, означен је од стране осталих као „најбољи аеродром на западу“. У то вријеме, авиони без притиска били су нормални и трансконтинентални летови су били кроз Шајен или кроз Тексас на југу, јер су ту планине биле мање. Градски аеродром Денвер коришћен је углавном за превоз поште и приватне летове. Када су авиони под притиском ушли у уобичајену употребу, планине више нису биле препрека и напредни аеродром привукао је многе главне авио линије, позиционирајући Денвер као средиште ваздушног саобраћаја у региону.
Економија је почела да се опоравља крајем деценије, када је Други свјетски рат избио у Европи и повећали су се захтјеви за робом. Када су Сједињене Америчке Државе почеле да се загријавају за улазак у рат, Денвер је био добро позициониран да извуче корист од активности. Такође, изабран је за нову ваздушну тренинг базу, која је отворена 1938, док је 1941. отворено постројење за наоружање. Ова постројења донијела су многа радна мјеста са собом. Денвер је деценију почео са 288.000 становника, а до 1940. имао је преко 322.000.

### Други свјетски рат и период након њега
До почетка Другог свјетског рата, економија Денвера углавном је зависила од обраде и опремања минерала и производа са ранча, нарочито говедине и јагњетине. Као и остатак нације, већина становника Денвера била је за изолационизам, али након Напада на Перл Харбор, придружили су се остатку нације у намјери да САД уђу у рат. Градски лидери наставили су са трудом да доведу нове послове у град током рата и послијератних година. Представљене су специјализоване индустрије, чинећи га главним произвођачким центром. Једне од кључних тачки продаје биле су локације изван обала, гдје су напади били тешко оствариви. Арсенал Стјеновитих планина, ваздушна база Букли и постројење за наоружање Денвера, отворени су током рата. Године 1941, било је запослено 6.500 у федералним службама, а до краја 1946. број се повећао на преко 16.000.
Након рата, бројна постројења су наставила са радом или су преуређена за другу употребу. На примјер, постројење за наоружање Денвера претворено је у Савезни центар Денвера. Још савезних агенција стигло је у област која је већ имала велике савезне коријене и истренирану радну снагу. Комисија за атомску енергију, Национални центар за истраживање атмосфере, Национална администрација за истраживање атмосфере и океана и Национални институт за стандарде, отворили су канцеларије у Денверу. Од 1953. до 1989, Постројење за нуклеарно оружје одјељења за енергетику, које је претходно било смјештено око 24 km од Денвера, произвело је фисилни плутонијум —  „Фис“, за нуклеарно оружје. Велики пожар на постројењу1957, као и цурење нуклеарног отпада, погодили су област између 1958. и 1968, што је узроковало контаминацију појединих области Денвера, различитих степена, са плутонијумом 239, штетном радиоактивном супстанцом која се задржава и до 24.200 година. Истраживања су повезала контаминацију са повећањем дефеката код новорођенчади и случајеве канцера у централном Денверу, поготово у областима близу постројења. Са огромним војним и федералним присуством у области, услиједио је развој ваздухопловне индустрије, што је у град донијело нова запослења.
Године 1947, Џ. Квиг Њутон је изабран за градоначелника и почео је процес модернизације владе, ширећи зграде и успостављајући прву националну комисију за грађанска права. У то доба, ограничени расни споразуми били су уобичајени у свим већим градовима у држави. Доста прије него што је донесен Закон о грађанским правима, Антидискриминаторска комисија Колорада донијела је један од првих закона за једнакост, дозвољавајући Афроамериканцима, Мексичким Американцима и Јеврејима, да се врате у насеља која су раније насељавали, док су им претходно оспоравали то право. Закон је узнемирио многе и допринио је томе да се породице из средње класе преселе у предграђе. Упркос закону, расна дискриминација била је уобичајена, али Њутонов рад на Људским правима и односима у заједници, поштедјели су Денвер расних нереда који су избили широм Сједињених Држава у послијератним годинама.
Преко четири милиона војника прошло је кроз Денвер током рата због тренинга или опоравка, а након завршетка рата, одлучили су да се настане у Денверу. Како је популација брзо расла, многе старе зграде су срушене, како би се направило мјесто за нове пројекте изградње стамбених објеката. Одсјек за Урбану обнову Денвера, рушио је кварт по кварт како би направили мјеста за апартмане и паркинге. Већина најљепших грађевина тог периода су уништене, укључујући и театар Гранд Опера Хаус. Средином 1950-их, породице средње класе селиле су се из центра у потрази за већим кућама и бољим школама, а градске четврти су удвостручене како је све више људи долазило у град. Рушење великог броја зграда, довело је до формирања комисије за заштиту земљишта и историјских грађевина.
У Денверу је такође стигао нови Покрет Чисано. У марту 1969, конвенција за правду у Крсташким ратовима Родолфа Гонзалеса, одржана је у Денверу. Покрет је био инструмент за скретање пажње на Мексикоамериканце који живе у Денверу и правио је подлогу за улазак једног Хиспана у владу Денвера.

### Процват центра града и рецесија
Након Другог свјетског рата, компаније за гас и уље, отвориле су канцеларије у Денверу, због његове близине планинама и пољима фосилних горива унутар њих. Цијене уља и гаса су варирале током Енергетске кризе 1970-их, а компаније су снабдијевале са горивом изградњу облакодера у центру града. Друго језгро канцеларија отворено је у урбаном предграђу у Тех центру, како би се обезбиједили растући захтјеви за канцеларијски простор. Велики број првобитних салона и старих грађевина у центру града је реновирано и ревитализовано. Док су се други велики градови борили са криминалом и корупцијом, Денвер је активно развијао и реновирао центар града. Године 1969, Врховни суд Колорада био је мишљења да су необавезне зоне за присуство доживјеле сегрегацију и наредио је да школе буду обавезне. Ово је довело до минирања школских возила и бомбардовања школа. Денвер је наставио са спровођењем закона, анексирањем сусједних градова и аутобуским превозом студената. Године 1974, противници интеграције, искористили су страх од расне помијешаности у школама, као и тензије између Денвера и сусједних градова како би предложили амандман Паудстоун, против анексије сусједних области, за који су тврдили да ће спријечити Денвер да злоупотријеби своју величину и статус, док су противници тврдили да ограничава град да апсорбује школе у другим подручјима и то је био крај сегрегације школа.
Са трошењем енергије компанија и савезне владе, Денвер се развијао брзо. Популација у периоду између 1960. и 1980, порасла је на око 490.000, док је територија повећана за 100 km². Са растом, стигли су и многи проблеми. Саобраћај је повећан усљед лошег јавног превоза, чиме је повећано и загађење ваздуха. Трамваји Денвера били су највише задужени за јавни превоз током почетка вијека, али су са развојем града угашени. До 1970. усљед недостатка јавног транспорта, Денвер је имао више аутомобила него било које мјесто у држави. Године 1974, Одсјек за регионални саобраћај, преузео је одговорност за јавни превоз у Денверу, као резултат на повећану загађеност ваздуха усљед све већег раста броја аутомобила. Било је потребно више од двије деценије како би се ослободили облака загађења, који је био озбиљна брига за све у области Денвера. Велики број људи преселио се у Денвер, због природе и климе. Денвер је изабран за домаћина Зимских олимпијских игара 1976<, након чега је формиран покрет против Игара, који се углавном бринуо о утицају на животну средину, с обзиром на то да ће велики број људи доћи у област. Покрет се проширио и многи су били забринути због тога што ће град финансирати одржавање Игара, због чега су оне премјештене у Инзбрук, у Аустрију. Покрет против Игара предводио је један од челника владе, Ричард Лам, који је изабран за гувернера Колорада 1974.
Почетком енергетске кризе 1979, цијена уља скочила је на преко 30 долара по литру, али је током 1980-их пала на испод 10 долара по литру. Хиљаде радника у фабрикама уља и гаса изгубили су послове, због чега је стопа незапослености нагло порасла. Центар града био је претрпан грађевинама изграђеним у претходне двије деценије, због чега је цијена пословног простора за канцеларије опала, а слободна радна мјеста су порасла и стопа незапослености била је највећа у Сједињеним Државама, са 30%. До 1990. године, популација је опала на 467.610 становника, што је био најмањи број у претходних 30 година.
Године 1983. Федерико Пења, постао је први латиноамерички градоначелник Денвера. Његова централна кампања била је повећање утицаја мањина. Број Латиноамериканаца порастао је на 73% 1983, што је био највећи проценат у граду. Током мандата, издвојио је три милиона долара за аеродром, 126 милиона за Конгрес Колорада, 242 милиона за инфраструктуру, 200 милиона за јавне школе и 0.1 проценат од пореза како би изградио нови стадион за бејзбол тим Колорадо рокетсе. Многи су исказали забринутост због огромне потрошње, јер је потрошња достигла милијарду долара. Такође, 0.1% пореза изгласано је да се искористи као помоћ умјетничким, културним и научним организацијама у Денверу. Године 1995, те организације привукле су преко 7,1 милиона посјетилаца.
Године 1957, првобитни аеродром Денвера — Међународни аеродром Степлетон, био је осми у Сједињеним Државама по броју путника. До 1980-их, постао је седми највећи аеродром у свијету и четврти најзаступљенији у Сједињеним Државама по броју путника. Када је првобитно изграђен 4.3 km источно од Денвера, био је на пољопривредном земљишту, али како су деценије пролазиле и град је почео да га окружује, више није било простора за ширење аеродрома. Скупштина Колорада склопила је договор да анексира земљу округа Адамс, повећавајући површину града за 140 km², у највећој анексији у историји града. Иако је отворен са двије године закашњења, аеродром је био велики успјех и обилно је допринио економији региона. Године 1991, у граду је живјело 12% Црнаца и 20% Латиноамериканаца, када је Велингтон Веб постао први црни градоначелник Денвера, освојивши и 44% гласова бјелаца.
На крају 1980-их, економија Денвера почела је да расте, док је 1989, стопа незапослености пала на 5.3%. Клима Колорада и образовани радници, привукли су назад у регион људе и пословне компаније. Како је расла економија, расла је и популација. Многи су напустили град због већег простора које нуди предграђе, али за сваког грађанина који се одселио, доселили су се нови. Ситуација урбаног развоја представљала је бригу, а Сијера клуб сврстао је метрополитанску област Денвера међу десет најгорих понуђача за живот. Године 1999, пораст броја становника означен је као проблем број 1 у Колораду, чија се популација повећала са 3,1 милион на почетку 1990-их, до преко 4 милиона на крају деценије, док је број становника у Денверу порастао на преко 554.000.

### 21. вијек
Са великим растом града, спровођени су велики саобраћајни пројекти. Пројекат проширења транспорта, назван Т-рекс, завршен је у новембру 2006, скоро двије године прије рока. Успјех пројекта довео је до одобравања пројекта проширења аутопута, што је помогло оживљавању неких од најгорих саобраћајних области. Током касних 1990-их, већина економије је концентрисана на неколико кључних сектора: енергија, влада и војска, технологија и пољопривреда. Током Наредне деценије, Денвер је привукао нове индустрије, а Канцеларија Колорада за економски развој и међународну трговину, објавила је да се у Колораду налази језгро 14 индустрија, укључујући здравствену заштиту, финансијске услуге и туризам. Ова разноликост економије помогла је Денверу и Колораду да ублаже посљедице Свјетске економске кризе 2008—2010. Чињеница да већину пореских основица чини продаја и порез, значило је да осјетити економску кризу прије других градова, али и да ће се оправити брже, због чега је Денвер пребродио рецесију много боље него остали градови у Сједињеним Државама, највише захваљујући порезу на некретнине.
Џон Хикенлопер изабран је за градоначелника 2003, а затим поново 2007, са 87% гласова. Након што је изабран за гувернера Колорада 2011, Мајкл Ханок је изабран за другог Афроамеричког градоначелника града. Реизабран је 2015, а затим поново 2019.

## Географија
Денвер је центар урбаног коридора предњег ланца, између Стјеновитих планина на западу и Великих равница на истоку. Топографија садржи равнице у центру града, са брдовитим областима на сјеверу, југу и западу. Судећи према Бироу становништва Сједињених Америчких Држава, Денвер заузима укупну површину од 401 km², од чега је копно 396 km², а вода 4.1 km², односно 1.1%. Град и Округ Денвер окружују три друга округа: Адамс на сјеверу и истоку, Арапахо на југу и истоку и Џеферсон на западу.
Иако је надимак Денвера „Миљу висок град“, због тога што је званична надморска висина званично миљу изнад нивоа мора, надморска висина цијелог града креће се од 5.130—5.690 ft (1.560—1.730 m). Судећи према Географском систему информација о именима (GNIS) и Националним подацима о надморској висини, надморска висина града је 5.278 ft (1.609 m).

### Градске четврти
До јануара 2013. године, Град и Округ Денвер садржали је 78 званичних градских четврти, које град и заједница користе ради планирања и администрације. Иако поимање граница градских четврти, град узима произвољно, углавном одговарају границама дефинисаним од стране становника. Ове градске четврти не треба мијешати са градовима и предграђима у метро зони.
Карактеристике четврти варирају од једне до друге, од високих облакодера до кућа из 19. вијека и модерних стилова изградње. Углавном су градске четврти које су ближе центру града густе, старије и садрже више грађевина од цигли. Доста четврти удаљених од центра су развијене након Другог свјетског рата и изграђене са модерним материјалом и у модерном стилу. Неке од градских четврти најудаљенијих од центра града или реновиране парцеле било гдје у граду, имају или велике карактеристике предграђа или су израђене новом урбанистичком градњом, којом покушавају да створе осјећај старијих четврти.
Денвер нема много ознака за подручја, као на примјер Чикаго, који има веће подручје и више градских четврти, за која користи и ознаку сјевероисточна страна. Становници Денвера користе ознаке „сјевер“, „југ“, „исток“ и „запад“.
Денвер такође има и велики број четврти која се не одражавају у административним границама. Те четврти означавају начин на који се људи из тих области идентификују или можда одражава начин на који други, углавном инвеститори, означавају те области. У добро познате четврти које не спадају у административне четврти, спадају историјска четврт Лодо, дио четврти Јунион станица; Горњи дио града (Uptown), који припада Капитол Хилу, Сити парк и Кертис парк, који припадају четврти Фајв појнтс и Голден Тријангл који припада Сивик центру. Аламо Пласита, сјеверни дио Парк Хила, примјер је успјешне међурасне интеграције.

### Области и градови који се граниче са Денвером
|                                                                                             | Сјевер: Округ Адамс, Беркли, Нортглен, Комерс Сити                                           |                                        |
| Запад: Округ Џеферсон, Арвада, Вит Риџ, Лејксајд, Маунтин Вју, Еџватер, Лејквуд, Дакота Риџ | Енклава Денвера: Округ Арапахо, Глиндејл, Холи Хилс                                          | Округ Адамс Исток: Орора Округ Арапахо |
|                                                                                             | Југ: Округ Арапахо, Бо Мар, Литлтон, Шеридан, Инглвуд, Чери Хилс Вилиџ, Гринвуд Вилиџ, Орора |                                        |

### Клима
Денвер се налази у области степске и умјереноконтиненталне климе, класификована је као BSk према Кепеновој класификацији климата. Иако има углавном суву климу, подаци са Универзитета у Мелбурну, показују да на Денвер утичу други климати, који су вјероватно посљедица сусједне надморске висине, што мијења перцепцију и температуре. Такође, могу се наћи и суптропска и микроклима. Има четири различите сезоне, а већина падавина падне у периоду између априла и августа. Због локације у Великим равницама, на подножју Стјеновитих планина, могуће су изненадне промјене времена.
Најтоплији мјесец је јул, са просјечном температуром од 31,7 °C. Љета су изузетно топла, са повременим олујама ујутру. Просјечна температура износи 32 °C, укупно 38 дана годишње, док повремено температура расте и до 38 степени. Најхладнији мјесец је децембар, са највећом просјечном дневном температуром од 7,8 °C. Зиме су хладне, са снијегом у одређеним периодима и веома ниским температурама. Највећа дневна температура у зимским данима може да дође на 16, али такође често пада на 0 степени током великих хладноћа, а такође може да падне и испод нуле, до -18 степени. У најхладнијим ноћима током године, температура пада на -23 степена. или више. Снијег је уобичајен крајем јесени, током зиме и почетком прољећа, са просјечном висином од 136 cm у периоду од 1981. до 2010. Снијег обично пада од 17. октобра до 27. априла, а најраније забиљежене падавине биле су 4. септембра, док су најкасније биле 3. јуна. Најмања забиљежена температура износила је -34 °C, на дан 9. јануара 1875. године, док је највећа забиљежена температура износила 41 °C, 28. јуна 2018. Због велике надморске висине и сувости, доуриналне варијације температуре су велике током године.
Торнадо је веома риједак западно од 25 коридора, али забиљежен је значајан удар торнада Ф3, 4.4 миље јужно од центра града, 15. јуна 1988. Са друге стране, предграђа источно од Денвера и на проширењу на сјевероисток, гдје се налази Међународни аеродром Денвера, могу се десити неколико мањих торнада, обично током прољећа и љета, поготово током јуна. Торнадо, који је познат као Денверски циклон, варијабилни је вортек олује која се формира у облацима, обично источно и сјеверно од центра града, што обично укључује и аеродром. Лоше вријеме због циклона, често може да поремети аеродромске послове. У истраживању падања града у насељеним областима од минимум 50.000 становника, Денвер је позициониран на 10 мјесту по количини падавина у Континенталним Сједињеним Америчким Државама. Такође, Денвер се нашао три пута у топ 10 градова у којима су забиљежене смртоносне олује града у историји Сједињених Држава, 11. јула 1990, 20. јула 2009. и 8. маја 2017.
На основу просјечних температура у периоду од 30 година, Денвер се нашао на 18 мјесту најхладнијих великих градова Сједињених Америчких Држава, до 2014. године.
| Клима Денвера (DIA), 1981−2010 нормале, екстреми 1872−сада | Клима Денвера (DIA), 1981−2010 нормале, екстреми 1872−сада | Клима Денвера (DIA), 1981−2010 нормале, екстреми 1872−сада | Клима Денвера (DIA), 1981−2010 нормале, екстреми 1872−сада | Клима Денвера (DIA), 1981−2010 нормале, екстреми 1872−сада | Клима Денвера (DIA), 1981−2010 нормале, екстреми 1872−сада | Клима Денвера (DIA), 1981−2010 нормале, екстреми 1872−сада | Клима Денвера (DIA), 1981−2010 нормале, екстреми 1872−сада | Клима Денвера (DIA), 1981−2010 нормале, екстреми 1872−сада | Клима Денвера (DIA), 1981−2010 нормале, екстреми 1872−сада | Клима Денвера (DIA), 1981−2010 нормале, екстреми 1872−сада | Клима Денвера (DIA), 1981−2010 нормале, екстреми 1872−сада | Клима Денвера (DIA), 1981−2010 нормале, екстреми 1872−сада | Клима Денвера (DIA), 1981−2010 нормале, екстреми 1872−сада |
| Показатељ \ Месец                                          | .Јан.                                                      | .Феб.                                                      | .Мар.                                                      | .Апр.                                                      | .Мај.                                                      | .Јун.                                                      | .Јул.                                                      | .Авг.                                                      | .Сеп.                                                      | .Окт.                                                      | .Нов.                                                      | .Дец.                                                      | .Год.                                                      |
| ---------------------------------------------------------- | ---------------------------------------------------------- | ---------------------------------------------------------- | ---------------------------------------------------------- | ---------------------------------------------------------- | ---------------------------------------------------------- | ---------------------------------------------------------- | ---------------------------------------------------------- | ---------------------------------------------------------- | ---------------------------------------------------------- | ---------------------------------------------------------- | ---------------------------------------------------------- | ---------------------------------------------------------- | ---------------------------------------------------------- |
| Апсолутни максимум, °C (°F)                                | 24 (76)                                                    | 27 (80)                                                    | 29 (84)                                                    | 32 (90)                                                    | 35 (95)                                                    | 41 (105)                                                   | 41 (105)                                                   | 41 (105)                                                   | 38 (100)                                                   | 32 (90)                                                    | 27 (81)                                                    | 26 (79)                                                    | 41 (105)                                                   |
| Средњи максимум, °C (°F)                                   | 18,2 (64,7)                                                | 19,2 (66,5)                                                | 23,3 (73,9)                                                | 27,1 (80,8)                                                | 31 (87,8)                                                  | 35,5 (95,9)                                                | 37,3 (99,2)                                                | 35,8 (96,4)                                                | 33,1 (91,5)                                                | 28,2 (82,7)                                                | 23,1 (73,6)                                                | 18,3 (64,9)                                                | 37,7 (99,9)                                                |
| Максимум, °C (°F)                                          | 6,7 (44,0)                                                 | 7,9 (46,2)                                                 | 12,4 (54,4)                                                | 16,4 (61,5)                                                | 21,9 (71,5)                                                | 28 (82,4)                                                  | 31,9 (89,4)                                                | 30,7 (87,2)                                                | 25,8 (78,5)                                                | 18,5 (65,3)                                                | 11,2 (52,1)                                                | 6 (42,8)                                                   | 18,1 (64,6)                                                |
| Просек, °C (°F)                                            | −0,7 (30,7)                                                | 0,3 (32,5)                                                 | 4,7 (40,4)                                                 | 8,6 (47,4)                                                 | 13,9 (57,1)                                                | 18,2 (64,7)                                                | 23,4 (74,2)                                                | 22,5 (72,5)                                                | 17,4 (63,4)                                                | 10,5 (50,9)                                                | 3,5 (38,3)                                                 | −1,1 (30,0)                                                | 10,3 (50,5)                                                |
| Минимум, °C (°F)                                           | −8,1 (17,4)                                                | −7,3 (18,9)                                                | −3,1 (26,4)                                                | 0,7 (33,3)                                                 | 5,9 (42,7)                                                 | 11,3 (52,3)                                                | 14,9 (58,9)                                                | 14,4 (57,9)                                                | 9,1 (48,3)                                                 | 2,6 (36,6)                                                 | −4,2 (24,5)                                                | −8,3 (17,1)                                                | 2,3 (36,2)                                                 |
| Средњи минимум, °C (°F)                                    | −19,4 (−3,0)                                               | −18,5 (−1,3)                                               | −12 (10,4)                                                 | −6,8 (19,7)                                                | −0,6 (31,0)                                                | 5,3 (41,6)                                                 | 10,5 (50,9)                                                | 9,9 (49,9)                                                 | 1,3 (34,4)                                                 | −5,8 (21,5)                                                | −14,7 (5,5)                                                | −20,3 (−4,5)                                               | −24,8 (−12,7)                                              |
| Апсолутни минимум, °C (°F)                                 | −34 (−29)                                                  | −32 (−25)                                                  | −24 (−11)                                                  | −19 (−2)                                                   | −7 (19)                                                    | −1 (30)                                                    | 6 (42)                                                     | 4 (40)                                                     | −8 (17)                                                    | −19 (−2)                                                   | −28 (−18)                                                  | −32 (−25)                                                  | −34 (−29)                                                  |
| Количина падавинаmm (in)                                   | 10,4 (0,41)                                                | 9,4 (0,37)                                                 | 23,4 (0,92)                                                | 43,4 (1,71)                                                | 53,8 (2,12)                                                | 50,3 (1,98)                                                | 54,9 (2,16)                                                | 42,9 (1,69)                                                | 24,4 (0,96)                                                | 25,9 (1,02)                                                | 15,5 (0,61)                                                | 8,9 (0,35)                                                 | 363,2 (14,30)                                              |
| Количина снега, cm (in)                                    | 17,8 (7,0)                                                 | 14,5 (5,7)                                                 | 27,2 (10,7)                                                | 17,3 (6,8)                                                 | 2,8 (1,1)                                                  | 0 (0)                                                      | 0 (0)                                                      | 0 (0)                                                      | 3,3 (1,3)                                                  | 10,2 (4,0)                                                 | 22,1 (8,7)                                                 | 21,6 (8,5)                                                 | 136,7 (53,8)                                               |
| Дани са падавинама (≥ 0.01 in)                             | 4,1                                                        | 5,3                                                        | 5,9                                                        | 9,1                                                        | 9,4                                                        | 8,4                                                        | 8,3                                                        | 8,6                                                        | 6,5                                                        | 5,3                                                        | 4,7                                                        | 4,1                                                        | 79,7                                                       |
| Дани са снегом (≥ 0.1 in)                                  | 5,0                                                        | 5,3                                                        | 5,8                                                        | 4,1                                                        | 0,6                                                        | 0                                                          | 0                                                          | 0                                                          | 0,5                                                        | 1,8                                                        | 4,9                                                        | 5,3                                                        | 33,3                                                       |
| Релативна влажност, %                                      | 55,2                                                       | 55,8                                                       | 53,7                                                       | 49,6                                                       | 51,7                                                       | 49,3                                                       | 47,8                                                       | 49,3                                                       | 50,1                                                       | 49,2                                                       | 56,3                                                       | 56,6                                                       | 52,0                                                       |
| Сунчани сати — месечни просек                              | 215,3                                                      | 211,1                                                      | 255,6                                                      | 276,2                                                      | 290,0                                                      | 315,3                                                      | 325,0                                                      | 306,4                                                      | 272,3                                                      | 249,2                                                      | 194,3                                                      | 195,9                                                      | 3.106,6                                                    |
| Сунчано време — месечни проценти                           | 72                                                         | 70                                                         | 69                                                         | 69                                                         | 65                                                         | 70                                                         | 71                                                         | 72                                                         | 73                                                         | 72                                                         | 65                                                         | 67                                                         | 70                                                         |
| Извор: NOAA (sun 1961−1990)                                |                                                            |                                                            |                                                            |                                                            |                                                            |                                                            |                                                            |                                                            |                                                            |                                                            |                                                            |                                                            |                                                            |

| Климатски подаци за Денвер         | Климатски подаци за Денвер | Климатски подаци за Денвер | Климатски подаци за Денвер | Климатски подаци за Денвер | Климатски подаци за Денвер | Климатски подаци за Денвер | Климатски подаци за Денвер | Климатски подаци за Денвер | Климатски подаци за Денвер | Климатски подаци за Денвер | Климатски подаци за Денвер | Климатски подаци за Денвер | Климатски подаци за Денвер |
| Месец                              | Јан                        | Феб                        | Мар                        | Апр                        | Мак                        | Јун                        | Јул                        | Авг                        | Сеп                        | Окт                        | Нов                        | Дец                        | Година                     |
| ---------------------------------- | -------------------------- | -------------------------- | -------------------------- | -------------------------- | -------------------------- | -------------------------- | -------------------------- | -------------------------- | -------------------------- | -------------------------- | -------------------------- | -------------------------- | -------------------------- |
| Просјечно дневних свјетлосних сати | 10.0                       | 11.0                       | 12.0                       | 13.0                       | 14.0                       | 15.0                       | 15.0                       | 14.0                       | 12.0                       | 11.0                       | 10.0                       | 9.0                        | 12.2                       |
| Просечни ултраљубичасти индекс     | 2                          | 3                          | 5                          | 7                          | 9                          | 10                         | 11                         | 10                         | 7                          | 5                          | 3                          | 2                          | 6.2                        |
| Извор: Атлас временских прилика    |                            |                            |                            |                            |                            |                            |                            |                            |                            |                            |                            |                            |                            |

## Демографија
|                   | 2010.            | 2000.            |
| Укупно            | 600 158 (100,0%) | 554 636 (100,0%) |
| Белци             | 313 012 (52,15%) | 287 997 (51,93%) |
| Хиспаноамериканци | 190 965 (31,82%) | 175 704 (31,68%) |
| Афроамериканци    | 61 435 (10,24%)  | 61 649 (11,12%)  |
| Азијати           | 20 433 (3,405%)  | 15 611 (2,815%)  |
| Остали            | 14 313 (2,385%)  | 13 675 (2,466%)  |

| Година         | Становништво | Напомена | %±     |
| -------------- | ------------ | -------- | ------ |
| 1860           | 4.749        |          | —      |
| 1870           | 4.759        |          | 02%    |
| 1880           | 35.629       |          | 6.487% |
| 1890           | 106.713      |          | 1.995% |
| 1900           | 133.859      |          | 254%   |
| 1910           | 213.381      |          | 594%   |
| 1920           | 256.491      |          | 202%   |
| 1930           | 287.861      |          | 122%   |
| 1940           | 322.412      |          | 120%   |
| 1950           | 415.765      |          | 290%   |
| 1960           | 493.887      |          | 188%   |
| 1970           | 514.678      |          | 42%    |
| 1980           | 492.686      |          | −43%   |
| 1990           | 467.610      |          | −51%   |
| 2000           | 554.636      |          | 186%   |
| 2010           | 600.158      |          | 82%    |
| 2019 (процена) | 727.211      | [ 121 ]  | 212%   |

Према попису становништва 2010. град и округ Денвер имао је популацију од 600.158 становника, по чему се нашао на 18 мјесту по броју становника у САД. Метрополитанска област Денвер—Орора имала је процијењену популацију од 2.697.476 становника 2013, по чему се нашла на 21 мјесту најнасељенијих метрополитанских области Сједињених Држава. Док је Комбинована статистичка област Денвер—Орора—Булдер, имала процијењену популацију од 3.327.309 становника 2013, по чему се нашла на 16 мјесту најнасељенијих метрополитанских комбинованих области у САД. Денвер је најнасељенији град у полупречнику од 550 km од града. Назив за грађане Денвера је Денверовци.
Према попису 2010, у Денверу је 600.158 становника живјело у 285.797 стамбених објеката. Густина становништва билс је 3.698 на 1.428 km², укључујући аеродром. Густина стамбених објеката износила је 1.751 на 676 km² Ипак, просјечна густина становништва у већини градских четврти је већа. У кругу ЗИП кода 80249, близу аеродрома густина становништва порасла је на 5.479 на квадратну миљу. Денвер се нашао на првом мјесту на листи најбољих мјеста за живот 2017. године.
Према попису становништва 2010, расна композиција Денвера била је:
- Бјелци: 68.9% (не Хиспано бјелци: 52.2%)
- Хиспано и Латино: 31.8%; Мексички Американци чине 24.9% популације.
- Афроамериканци: 10.2%
- Азијски: 3.4% (0.8% Вијетнамци, 0.6% Кинези, 0.5% Индијци, 0.3% Корејци, 0.3% Јапанци, 0.3% Филипинци, 0.2% Бурми, 0.1% Камбоџани)
- Амерички староседеоци: 1.4%
- Пацифички Американци: 0.1%
- Друге расе: 9.2%
- Мултикултурални Американци: 4.1%

Око 70.3% становништва старијих од пет година говори енглески језик, док 23.5% говори шпански. Према поријеклу, 31.8% су Хиспано или Латиноамериканци, 14.6% су њемачког поријекла, 9.7 ирског, 8.9 енглеског и 4% италијанског.
Од 250.906 породица, у 23.2% живјела су дјеца испод 18 година, 34.7% били су вјенчани парови који су живјели сами, у 10.8% живјеле су жене саме, без супруга, док у 50.1% нису биле породице. У укупно 39.3% случајева живе индивидуалци, док 9.4% су особе од 65 година или старије који живе сами.
Број година износио је 22% млађих од 18 година, 10.7% између 18 и 24 године, 36.1% од 25 до 44 година, 20% од 45 до 64 године и 11.3% 65 и изнад. Било је више мушкараца, 102.1 на 100 жена. Због чињенице да је број мушкараца већи од броја жена, Денвер је добио надимак Менвер.
Средњи приход власника стамбених објеката износио 45.438 долара, док је средњи приход породице износио 48.195 долара. Средњи приход мушкараца износио је 36.232 долара, док је средњи приход жена износио 33.768 долара. Укупно је 19.1% популације, од чега 14.6% породица били су испод линије сиромаштва. Укупно 25.3% популације испод 18 година и 13.+ % старијих од 65 година било је испод линије сиромаштва.
| Расна композиција | 2010  | 1990  | 1970  | 1940  |
| ----------------- | ----- | ----- | ----- | ----- |
| Бјелци            | 68.9% | 72.1% | 89.0% | 97.3% |
| — Не Хиспано      | 52.2% | 61.4% | 74.5% | n/a   |
| Афроамериканци    | 10.2% | 12.8% | 9.1%  | 2.4%  |
| Азијати           | 3.4%  | 2.4%  | 1.4%  | 0.2%  |
| Хиспано и Латино  | 31.8% | 23.0% | 15.2% | n/a   |

### Језици
До 2010, 72.28% (386.815) становника Денвера изнад пет година говорило је енглески кући, док их је, 21.42% говорило шпански; 0.85% (4.550) говорило је вијетнамски, 0.57% (3.073) афричке језике, 0.53% (2.845) руски, 0.50 (2.681) кинески, 0.47% (2.527) француски и 0.46 (2.465) њемачки. Укупно је 27.72% популације изнад пет година говорило неки други језик осим енглески.

### Животни вијек
Према извјештају Америчке медицинске асоцијације, грађани Денвера су имали животни вијек од 80.02 године 2014.

## Економија
Метрополитанска област Денвера имала је бруто приход од 157,6 милијарди долара 2010. године, што је чини 18 највећом економском метрополитенском облашћу у Сједињеним Америчким Државама. Економија Денвера је углавном базирана на његову географску позицију и повезаност на неке од главних саобраћајнох система у држави. Због тога што је највећи град, са површином од 500 km, постао је природна локација за складиштење и дистрибуцију робе и услуга у Планинске државе, Југозападне државе, као и у Западне државе. Још бенефит за дистрибуцију била је чињеница да је Денвер подједнако удаљен од великих градова на Средњем Западу, као што су Чикаго и  Сент Луис и неких великих градова са Западне Обале, као што су Лос Анђелес и Сан Франсиско.
Током година, у граду су сједиште отвориле неке од највећих корпорација у Сједињеним Државама, захваљујући чему је Денвер постао кључна трговинска тачка у држави. Неколико великих компанија је отворило или промијенило своје сједиште у Денвер. Вилијам Енсворт је отворио компанију инструмената Денвера 1895, како би правили аналитички салдо за испитиваче злата. Његова компанија је сада у Арвади. AIMCO (NYSE: AIV), највећа компанија за стамбене заједнице у САД, са око 870 заједница и близу 136.000 стамбених јединица у 44 државе, има сједиште у Денверу, запошљавајући око 3.500 људи. Такође, компанија за пртљаг — Самсонајт, основана је у Денверу као Швајдер Транк, али је компанија премјештена у Масачусет 2006, након промјена власника. Телеграфска компанија — Qwest Corporation|, основана је у Денверу 1911. године, а данас је дио телекомуникационе компаније CenturyLink.
На дан 31. октобра 1937, авио компанија Континентал ерлајнс, сада Јунајтед ерлајнс, премјестио је сједиште у Денвер из Ел Паса, јер су вјеровали да компанија треба да има сједиште у неком већем граду, са потенцијалном базом корисника.
Компанија MediaNews Group, покренула је часопис Денвер пост 1987. године. Корпорација Гејтс, највећи произвођач аутомобилских појасева, отворена је у Денверу 1919. Компанија Russell Stover Candies, донијела је прву чоколаду у Денвер 1923. године, али је премјестила сједиште у Канзас Сити 1969. Компанија Wright & McGill, почела је са производњом опреме за пецање у Денверу 1925. Авио компанија, Фронтер ерлајнс, почела је да саобраћа на старом аеродрому Степлетон 1950. Компанија Scott's Liquid Gold, Inc., прави полирани намјештај у граду од 1954, док је ресторан Village Inn почео са радом као палачинкара 1958. Компанија Big O Tires, из Сентенијала, отворила је прву франшизу у Денверу. Компанија Шејн, продала је свој први дијамантски накит у Денверу 1971, а 1973, компанија Re/Max премјестила је сједиште у Денвер. Корпорација Johns-Manville, која се бави производњом кровног и изолационог материјала, премјестила је сједиште у Денвер из Њујорка 1972. године. Инжињерска и грађевинска фирма — CH2M HILL Inc., премјестила је своје сједиште у Денвер из Орегона 1980. Корпорација Бал, продала је посао са наочарима у Индијани током 1990-их и премјестила се у Брумфилд и имала је неколико радњи у Денверу.
Компанија Molson Coors Brewing, отворила је своју франшизу у САД, у Денверу 2005, али је објавила одлазак 2019. established its U.S. headquarters in Denver in 2005, but announced its departure in 2019. Регионална дистрибутерска компанија за велепродају, Coors Distributing Company, налази се у Денверу. Рударска компанија, Newmont Mining Corporation, други највећи произвођач злата у Сјеверној Америци и један од највећих на свијету, има сједиште у Денверу. Веб сајт MapQuest, онлајн сајт за мапе, правце и списак компанија, има сједиште у Денверу у кварту Лодо.
Велика компаније које послују у Денверу, а имају сједиште негдје другдје, укључују Lockheed Martin Corp., Јунајтед ерлајнс, Kroger Co. и Xcel Energy, Inc.
Географски положај омогућава Денверу да има значајан број владиних институција, заједно са бројним федералним агенцијама које су или базиране или имају канцеларије у области Денвера. Заједно са федералним агенцијама, дошле су многе компаније чији је циљ одбрана Сједињених Држава и свемирски пројекти, док је још послова обезбијеђено када је постао главни град Колорада. Област Денвера је мјесто гдје су током Другог свјетског рата била стационирана постројења: Арсенал Стјеновитих планина, ваздушна база Букли и Постројење за наоружање Денвера. Ту су такође били и Национална лабораторија за обнову енергије, Кованица Денвера, Савезна изградња и Судница.
Године 2005, уложено је 310,7 милиона долара на проширење Конвенционог центра Колорадо, чиме је удвостручена његова величина. Нада је била да ће проширење центра уздићи град међу топ 10 градова у Сједињеним Државама за одржавање конвенција.
Локација близу Стјеновитих планина, богатих минералима, охрабрила је рударске и енергетске компаније да се прошире у области. Почетних дана постојања града, златна и сребрна грозница и бројни крахови играли су битну улогу у економији града. Током 1970-их и почетком 1980-их, Енергетска криза у Америци и високе цијене уља, створили су енергетски бум у граду у којем је у то вријеме била популарна опера Династија. Денвер је значајно изграђен током тог периода, уз изградњу бројних облакодера у центру града. Када је цијена уља пала са 34 долара по литру 1981, на 9 долара 1986, такође је опала и економија Денвера, остављајући скоро 15.000 радника без посла, укључујући и Џона Хикенлопера, који је касније постао градоначелник Денвера и гувернер Колорада. Стопа слободних радних мјеста износила је 30%, што је био највећи проценат у историји. Индустрија се опоравила и регион је запошљавао 700 инжињера петролеја. Напредак у хидраулици утицао је на то да басен Колорадо постане приступачно и уносно поље уља. Енергија и рударство су и даље важни у економији Денвера и бројне компаније, као што су EnCana, Halliburton, Smith International, Rio Tinto Group, Newmont Mining и Noble Energy, имају ту сједиште или имају значајну улогу. Денвер се налази на 149 мјесту у смислу пословања у Сједињеним Америчким Државама.
Централно западна локација, у Планинској временској зони (UTC−7), такође погодује телекомуникациону индустрију са Сјеверном и Јужном Америком, Европом, па и Азијом у одређеним тренуцима. Позиција Денвера на 105 меридијану, око 1.6 km надморске висине, омогућава му да буде највећи град у Сједињеним Државама који нуди сателит у реалном времену, „једним скоком“ до шест континената истог пословног дана. Телекомуникациона компанија — Qwest Communications, сада дио мреже CenturyLink, као и Dish Network Corporation, Starz, DIRECTV и Comcast, неке су од бројних телекомуникационих компанија које послују у области Денвера. Ове и друге компаније високе технологије, доживјеле су експанзију средином и крајем 1990-их. Након пораста незапослености током економске кризе, стопа незапослености у Денверу је, годинама након ње, опала на најмању у цијелој држави, на 2.6% у новембру 2016. године. У децембру 2016, стопа незапослености у области Денвер —Орора—Бтумфилд била је 2.6%. У центар града су се вршила велика улагања у некретнине, од изградње неколико нових облакодера од 2010, до других великих грађевина око жељезничке станице Јунион.
Денвер је такође остварио успјех у стварању индустрије брзих ресторана, уз доста других популарних националних ланаца ресторана, који су отворени и базирани у Денверу, као што су Chipotle Mexican Grill, Quiznos и Smashburger. Ресторани Qdoba Mexican Grill, Noodles & Company и Good Times Burgers & Frozen Custard, основани су у Денверу, али су се касније преселили у предграђа Вајт Роџ, Брумфилд и Голден.
Године 2015, Денвер се нашао на првом мјесту на листи часописа Форбс најбољих мјеста за посао и каријеру.

## Култура
Хала Аполо отворена је убрзо након оснивања града 1859. и на њој је одржано много представа, за жељне становнике. Током 1880-их, Хорас Табор је отворио прву оперу у Денверу. На почетку 20. вијека, градски лидери су започели пројекат уљепшавања града, приликом којег су изграђени паркови, музеји, и градски аудиторијум, у којем је одржана конвенција Демократа 1908, а сада је познат као Елит Колинкс опера. Денвер и метрополитанска област наставили су да подржавају културу. Године 1988, гласачи су одобрили 0.1% (1 цент на 10 долара) од пореза на добит да се искористи за побољшање разних културних и научних постројења и организација у области Метро. Употреба пореза за научне и културне области настављена је да се користи до 2018.
Денвер је дом разних врста музеја. Ту је много национално признатих музеја, укључујући и нови талас Умјетничког музеја Денвера, од стране свјетски реномираног архитекте као што је Данијел Либескид. Умјетнички комплекс Денвера је други највећи у држави након Линколн центра у Њујорку, а у четврти Лодо налазе се многе умјетничке галерије, ресторани, барови и клубови. Због тога, Денвер је три године проглашен најбољим градом за слободне мушкарце и жене. Градске четврти су такође наставиле да диверзитет људи и послова, док су културне институције расле у просперирале. апстрактни експресионистички сликар Клифорд Стил, дошао је у град 2004, гдје је изградио музеј за своју изложбу близу Умјетничког музеја Денвера. Музеј природе и науке има акваријум у којем се држе врсте чија је вриједност процијењена на преко милион долара, као такође врсте родококрита и разних других врста. Сваке године у септембру, Денвер је домаћин фестивала драгуља и минерала. Историјски музеј Колорада, отворен је у априлу 2012. и одржава забавне изложбе, артефакте и програме о историји Колорада. Свестан је у топ 10 на листи часописа Вест, музеја „које морате посјетити“. Близу историјског музеја налазе се Бајерс Еванс Хаус и Моли Браун Хаус.
У Денверу постоје бројни умјетнички окрузи, укључујући Умјетнички округ Санта Фе и Умјетнички округ Ривер Норт (RiNo).
Иако Денвер није признат за историјску музичку истакнутост као други велики амерички градови, има активну сцену поп, рок, џез, џим, фолк, метал и класичне музике, која је довела неколико извођача у центар регионалне, националне и међународне пажње. У посебној забиљешци, наведена је важност Денвера у развоју фолк музике 1960-их и 1970-их. Познати фолк извођачи, као што су Боб Дилан, Џуди Колинс и Џон Денвер живјели су у Денверу у неком тренутку и наступали су у локалним клубовима. Три члана популарне групе Earth, Wind, and Fire, такође су били из Денвера. Најскорији умјетници из Денвера су: Натанијел Рателиф, The Lumineers, Air Dubai, The Fray, Flobots, Cephalic Carnage, Axe Murder Boyz, Deuce Mob, Havok, Bloodstrike, Primitive Man и Five Iron Frenzy.
Због планинског и генерално сунчаног времена, Денвер је стекао репутацију веома активног, спољње оријентисаног града. Многи становници проводе викенд на планинама: у скијању зими, планинарењу, пењању, кајаку и камповању љети.
Денвер и градови у окружењу, дом су великог броја локалних и националног пивара. Већина ресторана имају пиваре, а неке веће пиваре нуде разгледање, укључујући пивару Корс и Нову белгијску пивару. Град је такође домаћин Великог америчког фестивала пива, који посјећују туристи широм свијета.
Денвер је постао главни трговински центар за говедину и стоку, када су ранчери превозили стоку на пијацу ради продаје. У част прослављања историје, Денвер је, више од вијека касније, био домаћин Националне западне изложбе стоке, на којој је било више од 10.000 животиња и 700.000 посјетилаца. Изложба се након тога одржава сваке године у јануару у Националном западном комплексу сјевероисточно од центра града.
У граду живи велики број Мексичких Американаца, који организују четири велике прославе. Синко де Мајо, који се одржава у мају, са преко 500.000 посјетилаца. Грито де Долорес, у Сјеверном Денверу,. у округу Хајланд и Линколну Парку, четврти у првобитној подјели Западног Денвера.
Град је такође познат по мексичкој кухињи и чилију. Најпознатији је по сосу од црвеног и зеленог чилија, буриту, омлету, пасти емпанади и тамалеу. Такође је познат по другим типовима хране, као што су остриге Стјеновитих планина, ружичаста пастрмка и денверски сендвич.
Змајски у јулу, фестивал средине јесени у септембру и Кинеска Нова година су годишњи догађаји које организују кинеска и азијско америчка заједница. Кинески ресторан huo guo и корејски ресторан BBQ, су ресторани који су развијени у заједници. Кинези у заједници имају и два кинеска часописа, Чајниз Американ пост и Колорадо чајниз њуз.
Денвер је познат као толерантно мјесто за заједнице лезбијки, гејева, бисексуалаца и трансродних особа. Многи геј барови су отворени у авенији Колфакс и Саут Бродвеј. Сваког јуна, у граду се одржава годишња парада поноса, у Сивил центар парку, што је најдужа парада поноса у у области Стјеновитих планина.
Денвер је домаћин телевизијског шоу програма The Bill Engvall Show и серије Тима Алена — Last Man Standing, као и 18. сезоне МТВ емисије The Real World. Такође, ту је сниман један дио телевизијске драме — серије Династија, у периоду од 1981. до 1989. Од 1998. до 2002, ветеринарска станица Аламеда, била је домаћин серијала Animal Planet-а — Хитни ветеринари“, као и три документарна специјала и серије E-Vet Interns. У граду се такође одржава снимање ситком серије Срећно, Чарли, канала  Disney Channel.

## Спорт
Денвер има спортске тимове из разних спортова и један је од 13 градова у Сједињеним Државама који има тим у четири главна спортска такмичења у држави: НБА, НФЛ, МЛБ и НХЛ, а град је са најмањом популацијом од свих 13. Укључујући и МЛС фудбалску лигу (сокер), један је од 10 градова који имају тимове у пет главних спортских такмичења у држави. Денвер бронкоси наступају у америчком фудбалу у НФЛ-у, своје утакмице играју на стадиону Емпрувед филдс, капацитета је преко 76.169, а утакмице Бронкоса прати преко 70.000. Бронкоси су распродали сваку домаћу утакмицу, изузев утакмица у вријеме штрајкова, од 1970. године. Учествовали су осам пута у Супербоулу; освојили су га три пута, укључујући и двије титуле заредом:1998. и 1999, а освојили су титулу још 2015.
Колорадо рокиси је бејзбол тим који се такмичи у МЛБ лиги; настао је као продужетак франшизе Бронкоса 1993, док је стадион Корс филд отворен 1995. Исте године су Рокиси ушли у плеј оф, али су елиминисани у првој рунди од каснијег првака Атланте. У сезони 2007, ушли су у плеј оф добивши вајлд кард, освојили Националну лигу и пласирали се у финале шампионата — Свјетску серију, која је по први пут играна у Денверу, али су поражени у финалу од Бостон ред сокса.
Денвер је био дом два клуба и Националној хокејашкој лиги (НФЛ). Колорадо рокиси наступали су у такмичењу од 1976. до 1982, након чега су постали Њу Џерси девилси и одселили се у Њу Џерси. Док су били у Колораду, освојили су два пута Стенли кап. Колорадо аваланчи ушли су у лигу 1995, након преласка из Квебека у Денвер. Освојили су двије титуле: 1996. и 2001.
Денвер нагетси је кошаркашки клуб који наступа у НБА лиги. Утакмице играју у Бол арени од 1999, као и Аваланчи, а освојили су једну титулу 2023. године предвођени Николом Јокићем најбољим играчем франшизе.
Колорадо рапидси је сокер тим који наступа у МЛС лиги, своје домаће утакмице игра на стадиону Дик Спортинг парк, капацитета 18.000 мјеста, у предграђу Денвера — Комерс Ситију. Рапидси су освојили МЛС куп 2010.
| Клуб              | Спорт           | Лига    | Стадион           | Капацитет | Посјета | Титуле               | Основан |
| ----------------- | --------------- | ------- | ----------------- | --------- | ------- | -------------------- | ------- |
| Денвер бринкоси   | Амерички фудбал | НФЛ     | Емпрувер филд     | 76,169    | 76,939  | 3 (1997, 1998, 2015) | 1960    |
| Колорадо буфало   | Амерички фудбал | НЦАА Д1 | Фолсом филд       | 53,600    | 37,778  | 1 (1990)             | 1890    |
| Колорадо рокиси   | Бејзбол         | МЛБ     | Корс филд         | 50,398    | 31,334  | 0                    | 1993    |
| Колорадо аваланчи | Хокеј на леду   | НХЛ     | Пепси центар      | 18,007    | 16,176  | 2 (1996, 2001)       | 1995    |
| Колорадо рапидси  | Сокер           | МЛС     | Дик Спортинг парк | 18,061    | 15,657  | 1 (2010)             | 1996    |
| Денвер нагетси    | Кошарка         | НБА     | Пепси центар      | 19,115    | 14,700  | 0                    | 1967    |
| Колорадо мамоти   | Лакрос          | НЛЛ     | Пепси центар      | 18,007    | 12,815  | 1 (2006)             | 2003    |

У Денверу такође постоје и бројни други клубови. Године 2006, формиран је лакрос тим — Денвер аулејвс, који игра на Емпрувед филдсу и исте године освојио је првенство Западне конференције. Освојио је укупно 3 титуле (2024, 2016. и 2018), док је изгубио финале 2017, након вођства 12:10, изгубио је 12:17. Поред Аулејвса, Колорадо мамоти су други тим из Денвера у Националној лакрос лиги, своје утакмице игра у Пепси центру.
Године 2018, основан је први женски фудбалски клуб у Денверу — Денвер бандитси, који су члан Женске фудбалске конференције (ВНФЦ) од њеног оснивања 2019. године.
Власник већине спортских клубова у Денверу је Стен Кроунке, који је власник Денвер нагетса, Колорадо аваланча и Колорадо рапидса, док је такође власник фудбалског клуба Арсенал.
Денвер је изабран за домаћина Зимских олимпијских игара 1976, али је усљед великих протеста одустао, поставши тако први град који је одустао од организације након што је изабран за домаћина. Игре су премјештене у Инзбрук у Аустрију. Денвер је био домаћин Свјетског првенства у хокеју 1962.

## Паркови и рекреација
До 2016, у Денвер је било преко 200 паркова, од малих мини паркова који се налазе широм града, до огромног Градског парка површине 1,27 km². У граду се налази и 29 центара за рекреацију, који становницима обезбјеђују мјесто и програме за рекреацију и релаксацију.
Велики број паркова настао је крајем 19. и почетком 20. вијека. У то вријеме, основан је покрет Љепоте града и градоначелник Денвера — Роберт Спир (1904–12 и 1916–18) започео је проширивање и уљепшавање градских паркова. Рејнхард Шуце био је први архитекта пејзажа у граду, са собом је довео архитекте едуковане у Њемачкој, који су преуредили Градски парк, Вашингтон парк и Шуцмам парк. Осим Шуцеа, други пејзажни архитекти, као што су Фредерик Лав Олмсед и Сако Рејнк Дебур, дизајнирали су многе паркове у граду, између осталих и Сивик центар парк. Зеленило у парковима наводњавано је водом из Јужне ријеке Плат, која је преусмјерена копањем канала.
Поред паркова унутар града, Денвер је стекао и планинске паркове од 1911. Током година, стекао, изградио и одржавао планинске паркове укупне површине око 57 km², укључујући Ред рокс парк, који је познат по свом пејзажу и музичкој историји око Ред рокс амфитеатра. Граду припада и планински ски центар Винтер парк ризорт, у Округу Гранд, 110 km западно од Денвера. Градски паркови су важни и становницима и посјетиоцима, који изражавају забринутост због контроверзи приликом сваке промјене. Град је наставио да развија систем паркова дуж ријеке Плат, реновирањем Централног парка и Природног центра језера Блуф у Стаплетону. Паркови су битни за становнике и омогућавају сувој биљци да буде бујна, активна и зелена. У граду се такође налази и велики број заједничких башти, о којима брине непрофитна организација Урбане баште Денвера.
Од 1974, Денвер и надлежне институције у региону, рехабилитовали су урбани дио Јужне ријеке Плат и њених притока, за рекреацију, посебно планинарење и бициклизам. Главни ток зеленила иде уз ријеку Плат, од резервоара Шатфилд и 56 km у Округ Адамс на сјеверу. Пројекат зеленила препознат је као један од најбољих пројеката у Сједињеним Државама, освојивши сребрну медаљу 2001.
На својој листи рангирања паркова, организација за конзервацију националног земљишта Trust for Public Land, сврстао је Денвер на 17 мјесту у рангирању система паркова 50 најнасељенијих градова у Сједињеним Америчким Државама.

## Влада
Денвер је град округ, гдје се градоначелник бира нестраначки од стране градског савјета и ревизора. Градски савјет бира се из 11 области, од чега су два главна и одговорна су за доношење и мијењање свих закона, резолуција и прописа, обично након јавног саслушања. Такође могу да врше истраге званичника у Влади Денвера. Сацјетници се бирају на период од четири године, док максимално могу да буду изабрани три пута. Тренутни градоначелник је Мајкл Ханок.
Градоначелник може да одобри или стави вето на сваку одлуку коју донесе савјет, осигурава да се сви градски уговори чувају и извршавају, потписује све обвезнице и уговоре, одговоран је за градски буџет и може да поставља функционере на различита одјељења, организације и комисије. Ипак, савјет може да заобиђе вето градоначелника уколико 9 од 13 савјетника гласа за, тако да градски буџет могу да мијењају и савјетници гласањем. Аудитори провјеравају све расходе и могу да одбију оне специфичне, обично из финансијских разлога.
Министарство безбједности Денвера надгледа три сектора: полицију, ватрогасну станицу и канцеларију шерифа. Суд округа Денвер је интегрисани окружни суд Колорадо и општински суд, којим управља град Денвер умјесто државе.

### Политика
| Година | Републиканци  | Демократе     | Остали       |
| ------ | ------------- | ------------- | ------------ |
| 2016   | 18.9% 62,690  | 73.7% 244,551 | 7.4% 24,611  |
| 2012   | 24.2% 73,111  | 73.4% 222,018 | 2.4% 7,289   |
| 2008   | 23.0% 62,567  | 75.5% 204,882 | 1.5% 4,084   |
| 2004   | 29.3% 69,903  | 69.6% 166,135 | 1.2% 2,788   |
| 2000   | 30.9% 61,224  | 61.9% 122,693 | 7.3% 14,430  |
| 1996   | 30.0% 58,529  | 61.8% 120,312 | 8.2% 15,973  |
| 1992   | 25.4% 55,418  | 56.0% 121,961 | 18.6% 40,540 |
| 1988   | 37.1% 77,753  | 60.7% 127,173 | 2.2% 4,504   |
| 1984   | 47.8% 105,096 | 50.2% 110,200 | 2.0% 4,442   |
| 1980   | 42.2% 88,398  | 41.0% 85,903  | 16.8% 35,207 |
| 1976   | 46.7% 105,960 | 49.5% 112,229 | 3.8% 8,549   |
| 1972   | 54.1% 121,995 | 43.5% 98,062  | 2.3% 5,278   |
| 1968   | 43.5% 92,003  | 50.2% 106,081 | 6.3% 13,233  |
| 1964   | 33.6% 73,279  | 65.7% 143,480 | 0.7% 1,529   |
| 1960   | 49.6% 109,446 | 49.7% 109,637 | 0.7% 1,618   |
| 1956   | 55.9% 121,402 | 43.2% 93,812  | 0.9% 1,907   |
| 1952   | 56.1% 119,792 | 43.2% 92,237  | 0.7% 1,534   |
| 1948   | 45.2% 76,364  | 52.9% 89,489  | 1.9% 3,214   |
| 1944   | 48.8% 86,331  | 50.8% 90,001  | 0.4% 759     |
| 1940   | 46.9% 81,328  | 52.5% 90,938  | 0.6% 1,105   |
| 1936   | 33.3% 50,743  | 65.1% 99,263  | 1.6% 2,486   |
| 1932   | 43.5% 59,372  | 53.4% 72,868  | 3.2% 4,318   |
| 1928   | 63.4% 73,543  | 35.6% 41,238  | 1.1% 1,221   |
| 1924   | 63.4% 59,077  | 16.9% 15,764  | 19.6% 18,282 |
| 1920   | 62.0% 43,581  | 32.5% 22,839  | 5.5% 3,838   |
| 1916   | 33.8% 23,185  | 62.8% 43,029  | 3.4% 2,298   |
| 1912   | 13.6% 8,155   | 44.5% 26,690  | 41.9% 25,171 |
| 1908   | 45.9% 30,193  | 50.4% 33,145  | 3.6% 2,369   |
| 1904   | 51.7% 32,667  | 45.8% 28,958  | 2.4% 1,528   |

Док су избори у Денверу нестраначки, демократе су дуго доминирале градском политиком; за већину градских званичника познато је да су демократе. Функцију градоначелника заузимају демократа од општинских избора 1963. године. Демократе заузимају сва градска мјеста у државном законодавству.
На савезним изборима грађани Денвера такође углавном гласају за демократске кандидате, гласајући за демократског кандидата за предсједника на свим изборима од 1960, изузев 1972. и 1980. На савезном нивоу, Денвер је центар првог конгресног округа у Колораду, који обухвата читав Денвер и дјелове округа Арапахо. Заступа га демократа Дијана Дегет.
Бенџамин Ф. Степлетон био је градоначелник Денвера током два периода, први пут од 1923. до 1931, а други пут од 1935. до 1947. Стаплетон је одговоран за многа грађанска унапређења, посебно током другог мандата, када је имао приступ новцу и радној снази кроз пројекат Њу Дил. За то вријеме систем паркова је знатно проширен и завршен је Грађански центар. Његов пројекат била је и изградња општинског аеродрома у Денверу, која је започела 1929. године, усред великих критика. Касније је преименован у Међународни аеродром Стаплетон у његову част. Данас је аеродром замијенио кварт који се такође зове Стаплетон — Стаплетон Стрит, који и даље носи његово име.
Током 1960-их и 1970-их, Денвер је био један од центара покрета Чикано. Боксерски оријентисани активиста, Родолфо Гонзалес, формирао је организацију под називом „Крсашки рат за правду“, која се борила против полицијске бруталности, за двојезично образовање и била је домаћин прве Националне конференције за ослобођење младих припадника Чикана у марту 1969.
Посљедњих година Денвер је заузео став о помагању бескућницима или онима који су остали бескућници, посебно за вријеме владавине градоначелника Џона Хикенлопера и Велингтона Веба. Са стопом од 19 бескућника на 10.000 становника у 2011, од чега 50 или више на 10.000 становника у четири подручја метроа са највишом стопом бескућништва, број и стопа бескућника у Денверу, знатно су нижи него код многих других великих градова. Међутим, трпе зиме у Денверу, које, иако су благе и суве већину времена, могу имати кратке периоде екстремно хладних температура и снијега.
Године 2005, Денвер је постао први велики град у САД који је гласао за приватно власништво марихуане мање од унце (28 грама), да буде законита за одрасле од 21 године и старије. Грађани су гласали 53,5% у корист легализације марихуане, што је, како је тадашњи градоначелник Џон Хикенлопер нагласио, било без учинка, јер град не може узурпирати државни закон, који је у то вријеме третирао посједовање марихуане готово исто као и казне за пребрзу вожњу, са новчаним казнама до 100 долара и без затвора. Денвер је покренуо иницијативу у четвртом тромјесечју 2007. године, захтијевајући од градоначелника да именује одбор за разматрање од 11 чланова који ће надгледати поштовање градских уредби из 2005. године. Године 2012, потписан је Амандман Колорада 64, који је потписао гувернер Џон Хикенлопер и почетком 2014. године Колорадо је постао прва држава која је дозволила продају марихуане у рекреативне намјене.
У мају 2019. Денвер је постао први амерички град који је декриминализовао псилоцибинску гљиву, након што је усвојена иницијатива са 50,6% гласова. Ова мјера забрањује граду Денверу да користи било какве ресурсе за кривично гоњење одраслих особа старијих од 21 године због личне употребе псилоцибинске гљиве, иако је таква употреба остала незаконита у државном и савезном закону.
Бивши градоначелник Денвера, Џон Хикенлопер, био је члан коалиције Градоначелници против илегалних оружја, организације која је формирана 2006. године и којом су предсједавали градоначелник Њујорка —  Мајкл Бломберг и градоначелник Бостона Томас Менино.
Денвер је био домаћин Демократске националне конвенције 2008, што је била стогодишњица од прве конвенције која је одржана у граду — 1908. године. Такође је био домаћин самита групе Г7 (сада Г8) између 20. и 22. јуна 1997. и Националне конвенције странке зелених 2000. године. Денвер је 1972, 1981. и 2008. године био домаћин националних конвенција Либертаријанске странке. Конвенција из 1972. године била је значајна по именовању Тоније Најтан за кандидата за потпредсједника. Најтан је тако постала прва жена, као и прва Јеврејка, која је добила изборни глас на предсједничким изборима 1972.
На дан 31. октобра 2011. године, објављено је да ће Универзитет у Денверу бити домаћин прве од три предсједничке дебате у 2012. години, које су одржане 3. октобра 2012.
У јулу 2019, градоначелник Хенкок, изјавио је да Денвер неће помагати америчким агентима за имиграцију и царинску службу у имиграцијским рацијама.

### Порези
Град и округ Денвер наплаћује порез на професионалну привилегију (ОПТ) на зараду, од послодаваца и радника по систему:
- Ако било који запослени обавља посао у градским границама и за тај посао му се плати преко 500 долара у току једног мјесеца, запослени и послодавац су дужни да плате поре, без обзира на то где се тај посао налази или гдје је сједиште главне пословне канцеларије.
- Послодавац је одговоран за 4 долара по запосленом мјесечно, а запослени је одговоран за 5,75 долара мјесечно.
- Одговорност послодавца је да одбије, преда и поднесе ОПТ пријаве. Ако се послодавац не придржава закона, може бити одговоран за плаћање оба дјела ОПТ-а, као и за казне и камате.

## Образовање
Јавне школе Денвера (ДПС) је систем јавних школа у Денверу. У њима се образује око 92.000 ученика у 92 основне школе, 18 К-8 школа, 34 средње школе, 44 високе школе и 19 чартер школа. Прва школа садашњег система ДПС, била је брвнара која је отворена 1859. године на углу 12. улице између Трга и улице Лаример. Границе округа су коекстензивне са границама града. Школа у округу Чери Крик, служи неким областима са поштанских адреса у Денверу које су изван граница града.
Многобројни факултети и универзитети у Денверу, крећу се по старосним и студијским програмима. Три главне државне школе у универзитетском насељу Аурарија су: Колорадо Универзитет, Метрополитански универзитет у Денверу и Градски колеџ у Денверу. Приватни универзитет у Денверу, прва је високошколска установа у граду, а основан је 1864. године. Остале истакнуте високошколске установе у Денверу укључују универзитет Џонсон и Велс, Католички (језуитски) Регис универзитет, а град има римокатоличке и јеврејске установе, као и школу здравствених наука. Поред школа у граду, постоји низ школа широм области метроа.

## Медији
У Метрополитанској области Денвера, налазе се бројни медији, штампани, радио, телевизијски и интернет сајтови.

### Телевизијске станице
Денвер је 16 највеће тржиште у држави за телевизије, судећи према истраживању Нилсен медија групе, 2009/10. Укључује већину области Колорада, већину источне половине Вајоминга и већину области Небраске. У јесен 2013, Денвер је сврстан на 17 мјесту по тржиштима по броју популације у Сједињеним Државама.
| Канал | Мрежа               | Позивни знак | Град лиценце        | Напомена                                       |
| ----- | ------------------- | ------------ | ------------------- | ---------------------------------------------- |
| 2.1   | CW                  | KWGN-TV      | Денвер, Колорадо    | -                                              |
| 2.2   | This TV             | KWGN-TV      | Денвер, Колорадо    | -                                              |
| 2.3   | Comet               | KWGN-TV      |                     |                                                |
| 2.4   | Charge!             | KWGN-TV      |                     |                                                |
| 3.1   | Independent         |              |                     |                                                |
| 3.2   | Grit                |              |                     |                                                |
| 3.3   | BUZZR               |              |                     |                                                |
| 4.1   | CBS                 | KCNC-TV      | Денвер, Колорадо    | -                                              |
| 4.2   | DECADES             | KCNC-DT2     |                     |                                                |
| 6     | ESPN Deportes Radio | KXDP-LP      | Денвер, Колорадо    | -                                              |
| 6.1   | PBS                 | KRMA-TV      | Денвер, Колорадо    | -                                              |
| 6.2   | PBS Kids            | KRMA-TV      | Денвер, Колорадо    | -                                              |
| 6.3   | Create/World        | KRMA-TV      | Денвер, Колорадо    | -                                              |
| 7.1   | ABC                 | KMGH-TV      | Денвер, Колорадо    | -                                              |
| 7.2   | Azteca              | KZCO-LD      | Денвер, Колорадо    | -                                              |
| 7.3   | Laff                |              | Денвер, Колорадо    |                                                |
| 7.4   | 7 News              | KMGH-TV      | Денвер, Колорадо    | Локалне вијести и временска прогноза           |
| 9.1   | NBC                 | KUSA         | Денвер, Колорадо    | -                                              |
| 9.2   | WeatherNation TV    | KUSA         | Денвер, Колорадо    | -                                              |
| 9.3   | Justice Network     |              |                     |                                                |
| 9.4   | NBC (UHF Signal)    |              |                     |                                                |
| 9.5   | Quest               |              |                     |                                                |
| 10.1  | CTN                 | KSBS-CD      | Денвер, Колорадо    | -                                              |
| 10.2  | CTNi                | KSBS-CD      | Денвер, Колорадо    | -                                              |
| 10.3  | Aliento Vision      | KSBS-CD      | Денвер, Колорадо    | -                                              |
| 12.1  | PBS                 | KBDI-TV      | Брумфилд, Колорадо  | Емитује се из студија у Денверу                |
| 12.2  | PBS Encore          | KBDI-TV      | Брумфилд, Колорадо  | Емитује се из студија у Денверу                |
| 12.3  | MHz WorldView       | KBDI-TV      | Брумфилд, Колорадо  | Емитује се из студија у Денверу                |
| 12.4  | NHK World           | KBDI-TV      | Брумфилд, Колорадо  | Емитује се из студија у Денверу                |
| 14.1  | Univision           | KCEC-DT      | Булдер, Колорадо    | Емитује се из студија у Денверу                |
| 14.2  | Bounce TV           | KCEC-DT      | Булдер, Колорадо    | Емитује се из студија у Денверу                |
| 14.3  | GetTV               | KCEC-DT      | Булдер, Колорадо    | Емитује се из студија у Денверу                |
| 14.4  | Escape              |              |                     |                                                |
| 16.1  | HSN                 | KHDT-LD      | Денвер, Колорадо    | -                                              |
| 20.1  | MyNetworkTV         | KTVD         | Денвер, Колорадо    | -                                              |
| 20.2  | Me-TV               | KTVD         | Денвер, Колорадо    | -                                              |
| 23.1  | EWTN                | KDEO-LD      | Денвер, Колорадо    | -                                              |
| 23.2  | -                   | KDEO-LD      | Денвер, Колорадо    | Oorah TV                                       |
| 23.3  | -                   | KDEO-LD      | Денвер, Колорадо    | Torah TV                                       |
| 23.4  | -                   | KDEO-LD      | Денвер, Колорадо    | Calvary                                        |
| 23.5  | -                   | KDEO-LD      | Денвер, Колорадо    | Fuente de Vida                                 |
| 23.6  | -                   | KDEO-LD      | Денвер, Колорадо    | The Walk TV                                    |
| 25.1  | Telemundo           | KMAS-LD      | Денвер, Колорадо    | Преводилац станица KDEN-TV, Лонгмонт, Колорадо |
| 25.2  | TeleXitos           | KMAS-LD      | Денвер, Колорадо    | Преводилац станица KDEN-TV, Лонгмонт, Колорадо |
| 25.3  | Cozi TV             | KMAS-LD      | Денвер, Колорадо    | Преводилац станица KDEN-TV, Лонгмонт, Колорадо |
| 26.1  | Movies              | KHDT-LD      | Денвер, Колорадо    | -                                              |
| 26.2  | Heroes and Icons    | KHDT-LD      | Денвер, Колорадо    | -                                              |
| 26.3  | QVC                 | KHDT-LD      | Денвер, Колорадо    |                                                |
| 26.4  | -                   | KHDT-LD      | Денвер, Колорадо    |                                                |
| 26.5  | -                   | KHDT-LD      | Денвер, Колорадо    |                                                |
| 28.1  | HSN                 | KLPD-LD      | Денвер, Колорадо    | -                                              |
| 28.2  | BizTV               | KLPD-LD      | Денвер, Колорадо    | -                                              |
| 28.3  | Movies!             | KLPD-LD      | Денвер, Колорадо    | Simulcast of KCDO-TV, Стерлинг, Колорадо       |
| 28.4  | -                   | KLPD-LD      | Денвер, Колорадо    | Thunderhill TV                                 |
| 28.5  | TV Scout            | KLPD-LD      | Денвер, Колорадо    | -                                              |
| 31.1  | FOX                 | KDVR         | Денвер, Колорадо    | -                                              |
| 31.2  | Antenna TV          | KDVR         | Денвер, Колорадо    | -                                              |
| 31.3  | TBD                 | KDVR         | Денвер, Колорадо    |                                                |
| 39.1  | MundoFox            | KQDK-CD      | Denver, Colorado    | сателит станице KQCK, Шајен, Вајоминг          |
| 41.1  | Daystar             | KRMT         | Денвер, Колорадо    | -                                              |
| 50.1  | UniMás              | KCEC         | Денвер, Колорадо    | -                                              |
| 50.2  | LATV                | KCEC         | Денвер, Колорадо    | -                                              |
| 50.3  | Stadium             |              |                     |                                                |
| 53.1  | Estrella TV         | KETD         | Кастл Рок, Колорадо | Емитује се из студија у Денверу                |
| 53.2  | LeSEA               | KETD         | Кастл Рок, Колорадо | Емитује се из студија у Денверу                |
| 59.1  | ION                 | KPXC-TV      | Денвер, Колорадо    | Емитује се из студија у Орори                  |
| 59.2  | Qubo                | KPXC-TV      | Денвер, Колорадо    |                                                |
| 59.3  | ION Life            | KPXC-TV      | Денвер, Колорадо    |                                                |
| 59.4  | Shop TV             | KPXC-TV      | Денвер, Колорадо    |                                                |

Гледаоци могу да добију сигнал и од телевизијских станица које се емитују и оближњим заједницама, укључујући Форт Лајн и Грилеј.

### Радио станице
У Денверу се налази преко 40 AM и FM радио станица, разних формата и стилова. Радио станице области Денвер—Булдер, налазе се на 19. мјесту по тржишту у Сједињеним Државама.

### Штампани медији
Након што су били ривали, два главна штампана медија, Денвер пост,и Роки Маунтин Вју, спојили су пословања 2001, потписавши уговор о Заједничком дјеловању и основали су Новинску агенцију Денвер, што је било на снази до фебруара 2009, када је Скрипс компани угасила часопис Роки Моунтинг Вју. Након тога, Денвер пост је остао главни градски штампани медиј, који се објављује сваког дана. Остали часописи у граду:
- Адвокат, студентске новине Универзитета Денвер, излазе сваког дана;[205]
- Роки маунтајн чајниз, новине на  кинеском језику, излазе једном недељно;[206]
- Чајниз Американ пост, новине на  кинеском језику, излазе једном недељно;[207]
- Студетске новине универзитета Кларион, излазе једном недељно;[208]
- Колорадо чајниз њуз, новине на кинеском језику, излазе једном недељно;[209]
- Колорадо епископалијан, новине епископске епархије Колорада, излазе свака три мјесеца;[210]
- Колорадо лидер, вијести о некретнинама, излазе једном недељно;[211]
- Колорадо стејтсмен, вијести о локалној политици, излазе једном недељно;[212]
- Денвее бизнис журнал, пословне вијести, излази недељно;[213]
- Католички регистар Денвера, новине Римокатоличке цркве, излазе једном недељно;[214]
- Глас Денвера, homeless news, monthly[215]
- Међупланинске јеврејске вијести, новине јеврејских Американаца, излазе једном недељно;[216]
- Метрополитан, студентске новине Универзитета Денвер, излазе једном недељно;[217]
- Ел пуебло католико, новине Римокатоличке цркве на шпанском језику;[218]
- Вива Колорадо, новине на шпанском језику излазе једном недељно;[219]
- Ла воз нуева де Колорадо , новине на шпанском језику, излазе једном недељно;[220]
- Вестворд, алтернативне новине, излазе једном недељно.[221]

## Саобраћај

### Градске улице
Денвер углавном има равни улични хиподамовски систем, оријентисан на четири кључна правца. Блокови се обично идентификују у стотинама од средњих улица, означене као "00" су Бродвеј (средња вриједност исток—запад, а иде сјевер—југ) и авенија Елсворт (средња вриједност сјевер—југ, а иде од истока до запада). Авенија Колфакс, главна мрежа исток—запад кроз Денвер, налази се на 15 блокова (1500) сјеверно од медијане. Авеније сјеверно од Елсворта су нумерисане (са изузетком авеније Колфакс и неколико других, као што су Мартин Лутер Кинг, Јр. Блвд и Монтвју Блвд.), док су авеније јужно од Елсворта именоване.
Такође, постоји старији систем у центру града који је пројектован да буде паралелан ушћу у ријеку Јужни Плат и Чери Крика. Већина улица у центру града и у четврти Лодо, иде у систему сјевероисток—југозапад и сјеверозапад—југоисток. Овај систем има непланирану корист за уклањање снијега; да су улице у нормалној мрежи сјевер—југ / исток—запад, само би улице сјевер—југ добијале сунчеву свјетлост. С системом оријентисаном на дијагоналне правце, улице сјеверозапад—југоисток добијају сунчеву свјетлост како би ујутру топиле снијег, а улице сјевероисток—југозапад добијају свјетлост поподне. Ова идеја потекла је од Хенрија Брауна, оснивача хотела Браун Палас. Данас, преко пута хотела Браун Палас налази се украсна плоча, како би се одала почаст идеји. Улице у систему сјеверозапад—југоисток су нумерисане, док су улице сјевероисток—југоузапад именоване. Именоване улице почињу на раскрсници авеније Колфакс и Бродвеј, са дугом улицом Трг Шејен. Нумерисане улице почињу испод авеније Колфакс и вијадукта И-25. Укупно је 27 именованих и 44 нумерисаних улица. Такође, постоји неколико остатака старог мрежног система у нормалној мрежи, као што су авенија Парк, Улица Морисон и Булевар Спир. Улица Лаример, названа по Вилијаму Ларимеру, млађем, оснивачу Денвера, која се налази у срцу четврти Лодо, најстарија је улица у Денверу.
Све улице у систему мреже у центру града су улице (нпр. 16. улица, Јужна улица), осим пет улица у систему сјевероисток—југозапад, најближих раскрсници авеније Колфакс и Бродвеј, које су именоване: Трг Шејен, Трг Кливленд, Трг суда, Трг Тремонт и Трг Гленам. Улицама изван тог система који путују на исток / запад дат је суфикс „авенија“, а онима које се крећу ка сјеверу и југу, дат је суфикс „улица“ (нпр. Авенија Колфакс, улица Линколн). Булевари су улице већег капацитета и крећу се у било ком правцу (чешће према сјеверу и југу). Мање улице се понекад називају и мјеста, путеви (мада нису сви путеви улице мањег капацитета, неки су главне саобраћајнице) или дворишта. Већина улица изван области између Бродвеја и Булевара Колорадо, уређена је алфабетно од центра града.
Неке улице у Денверу имају бициклистичке стазе, што оставља крпљевине на раздвојеним рутама по граду. Постоји преко 850 миља калдрмисаних, земљаних, бициклистичких стаза у парковима Денвера и дуж области са водом, као што су Чери Крик и Јужни Плат. То омогућава да значајан дио популације Денвера постане бициклиста и довео је до тога да је Денвер познат као град пријатељски настројен према бициклима. Неки се становници се противе бициклистичким стазама, што је проузроковало да неки планови пропадну. Процес прегледа једне бициклистичке стазе на Бродвеју траје више од годину дана, прије него што чланови градског вијећа донесу одлуку. Поред многих бициклистичких стаза, Денвер је крајем априла 2010. године лансирао програм за дијељење бицикала широм града — Б-сајкл. Мрежа Б-сајкл, била је највећа у Сједињеним Државама у вријеме када је покренута, са 400 бицикала.
Денвер боот, уређај за ауто-онемогућавање, први пут је употребљен у Денверу.

### Бициклизам
Лига америчких бициклиста оцијенила је Колорадо као шесту државу која је намијењена бициклизму у земљи за 2014. годину. То се у великој мјери односи на градове Фронталног ланца као што су Булдер, Форт Колинс и Денвер, који стављају акценат на законодавство, програме и развој инфраструктуре који промовише бициклизам као начин превоза. Компанија Walk Score, оцијенила је Денвер као четврти највећи град прилагођен бициклима у Сједињеним Државама. Према подацима из Анкете о америчкој заједници из 2011. године, Денвер је заузео 6. мјесто међу америчким градовима са преко 400.000 становника, у односу на проценат радника који бициклом путују на посао, са 2,2% дневних путника. Б-сајкл, Денверов програм дијељења бицикала широм града, био је највећи у Сједињеним Државама у вријеме када је покренут 2010. године, са 400 бицикала. Програм је достигао врхунац у 2014. години, а затим је константно опадао. Програм је најавио да ће престати са радом крајем јануара 2020. Град је најавио да планира да потражи једног или више нових конструктора који би покренули програм дијељења бицикала од средине 2020. године.

### Електрични скутери за изнајмљивање
Године 2018, сервис електрични скутери почео је да поставља скутере у Денверу. Стотине непријављених електричних скутера Лимбајк и Бирд појавило се на улицама Денвера у мају, што је изазвало неред. Град је у јуну наредио компанијама да их уклоне и брзо су реаговали како би да створили званични програм, постављајући захтјев да се скутери оставе на станицама РТД-а и ван јавног правца пута. Скутери Лајм и Бирд затим су се поново појавили крајем јула, уз ограничену усклађеност. Uber електронски бицикли стигли су крајем августа, након чега је почетком септембра компанија Lyft лансирала електричне скутере. Компанија Lyft, планира да понуди услуге дијељења вожње електричних скутера и електричних бицикала све са своје апликације. Каже да ће сваке вечери скутере водити у складиште ради сигурносних провјера, одржавања и пуњења. Поред тога, компанијама Spin и Razor дозвољено је да додају 350 скутера.

### Проходност
Компанија Walk Score је у свом рангирању за 2017. годину, сврстала Денвер на 26 мјесту од 108 градова у САД са популацијом од 200.000 становника или више. Градски челници признали су забринутост заговорника покретљивости да Денвер има озбиљне недостатке у својој мрежи тротоара. План Денвер Мувс 2019, план је намијењен пјешацима и предвиђа потребу за приближно 1,3 милијарде долара за финансирање тротоара, плус 400 милиона долара за пјешачке стазе. Денвер тренутно нема ресурсе за потпуно финансирање овог плана.

### Модалне карактеристике
У 2015. години, 9,6 процената домаћинстава у Денверу није имало аутомобил, а у 2016. години то је било практично непромијењено (9,4%). Национални просјек је износио 8,7 процената током 2016. Денвер је у 2016. просјечно биљежио 1,62 аутомобила по домаћинству, у поређењу са просјеком 1,8 у земљи.

### Аутопутеви
Денвером се примарно служи међудржавним аутопутевима И-25 и И-70 . Проблематични пресјек ова два аутопута локално се назива „мишоловка“, јер када се посматра из ваздуха, спој (и следећа возила) личе на мишеве у великој замци.
- Међудржавни аутопут 25 иде сјеверно-јужно од Новог Мексика преко Денвера до Вајминга
- Међудржавни аутопут 225 пролази кроз сусједну Орору. И-225 је дизајниран да повеже Орору са путем И-25 у југоисточном углу Денвера, а И-70 са сјевером Ауроре; изградња је започела у маја 1964. и завршила 21. маја 1976. године.
- Међудржавни аутопут 70 креће се источно—западно од Јуте до Мариленда[. То је уједно и главни коридор којим грађани Денвера приступају планинама. Предложено проширивање урбаног дијела за 1,2 милијарде долара, кроз примарно ниску зараду и латино заједницу, наишло је на протесте заједнице и позиве на преусмеравање руте заједно са мање урбаним аутопутем 270. Као примарне замјерке наводе повећано загађење и негативне ефекте утростручавања великог саобраћајног простора кроз четврт. Угрожена четврт, која је раздвојена међудржавним аутопутевима, такође је проглашена најзагађенијом четврти у земљи, а ту се налази и Суперфунд.[239]
- Међудржавни аутопут 270 иде истовремено са аутопутем 36, од размјене са међудржавним путем 70 у сјевероисточном Денверу до разјмене са међудржавним путем 25 сјеверно од Денвера. Аутопут се наставља као као УС 36 од размјене са међудржавним путем 25
- Међудржавни аутопут 76 почиње од И-70, западно од града на Арвади. Пресијеца И-25 сјеверно од града и води сјевероисточно до Небраске, гдје се завршава на И-80.
- Аутопут УС 6 прати поравнавање 6. авеније западно од И-25 и повезује центар Денвера са западним и централним предграђима Голден и Лејквуд. Наставља западно, кроз Јуту и Неваду, до Бишопа у Калифорнији. На истоку, наставља до Провинцтауна, на Капе Коду у Масачусетсу.
- Аутопут УС 285 завршава свој пут од 847 миља кроз Њу Мексико и Тексас на међудржавни аутопут 25 у кварту Универзитет Хилсу
- Аутопут УС 85 такође иде кроз Денвер. Овај аутопут се често користи као алтернативни пут до Кастл Рока, уместо да се вози аутопутем 25 .
- Аутопут УС 36 повезује Денвер са Булдер-ом и Националним парком Стјеновите планине, близу Естес парка. Иде на исток, у Охајо, након проласка кроз још четири државе.
- Државни аутопут 93 започиње у западној Метрополитанској области Денвера, у мјесту Голдену и путује скоро 19 миља да би се срео са државним аутопутем 119 у централном Булдеру. Овај аутопут се често користи као алтернативна рута до Булдера, умјесто да се иде аутопутем УС 36.
- Државни аутопут 470 ( Ц-470 , СХ 470 ) је југозападни дио трасе метроа града Денвера. Првобитно замишљен као међудржавни 470 током 1960-их, пројекат трачне пруге нападнут је због утицаја на животну средину, а међудржавни аутопут никада није изграђен. Дио "аутопута 470", изграђен је као државни аутопут, што је данашњи СХ 470, који је читавом дужином слободан аутопут.

Денвер такође има скоро комплетан колосјек, познат као "470". То су СХ 470 (такође познат као Ц-470), аутопут у југозападном подручју метроа и двије наплатне магистрале, Е-470 (од југоистока до сјевероистока) и северозападни Паркваи (од краја Е-470 до УС 36 ). СХ 470 је требао да буде И-470 и изграђен је са савезним средствима за аутопутеве, али финансирање је преусмјерено за завршетак преображаја 16. улице у центру града у пјешачки тржни центар. Као резултат тога, градња је каснила до 1980. године након усвајања државног и локалног законодавства. И-470 се такође звао „аутопут сребреног улога“, од изјаве гувернера Лама да намјерава да провуче сребрни улог кроз њега и убије га.
Пројекат проширења аутопута и транзита за јужни коридор И-25, назван Т-РЕКС (Пројект проширења транспорта), завршен је 17. новембра 2006. Пројектом су постављене шире и додатне траке аутопута, те побољшани приступ и дренажа. Пројекат такође укључује лагану железничку пругу која се креће од центра града ка јужном крају метроа у авенији Линколн. Пројекат се протезао скоро 31 km (31 км) дуж аутопута, додатном линијом која је паралелно ишла на део И-225 , заустављајући се тик до Паркер Рода.

### Јавни превоз
Масовним превозом широм метрополитанског подручја Денвера управља и координира Регионални транспортни округ (РТД). РТД користи више од 1.000 аутобуса који опслужују више од 10.000 аутобуских стајалишта у 38 општинских јурисдикција у осам округа око градских области Денвер и Булдер. Поред тога, РТД користи једанаест жељезничких линија, тачака А, Б, Ц, Д, Е, Ф, Г, Л, Р, В и Х са укупно 93,9 km пруге, која опслужује 44 станице. Ц, Д, Е, Ф, Л, Р, В и Х линије су лаке шинске док су А, Б и Г приградске.
FasTracks је пројекат проширења жељезничке пруге, лаке жељезнице и аутобуса, који су гласачи одобрили 2004. године, а који ће служити сусједним предграђима и заједницама. В линија или Западна линија, отворена је у априлу 2013. године и служи федералном центру Голден. Путничка линија А од станице Денвер Јунион до Међународног аеродрома Денвер отворена је у априлу 2016. године, а вожња је премашила рана очекивања РТД-а. Лака шина: Р линија преко Ороре, отворена је у фебруару 2017. године. Г линија у предграђу Арвада отворена је 26. априла 2019. године, након што је првобитно планирано да се отвори у јесен 2016. Н линија, до Комерс Ситија и Тортона, требало би да буде отворена на прољеће 2020.
Брза аутобуска линија, позната као Флатирон флајер, служи за повезивање Булдера и Денвера. Услуга, која се наплаћује као брзи превоз аутобусом, оптужена је за спорост, због тога што није испунила већину БРТ захтјева, укључујући ниво укрцаја и улазак на сва врата. Комерцијална жељезничка пруга до Булдера и његовог предграђа Лонгмонт, која је такође дио иницијативе за FasTracks и продужење Б линије, планирана је да буде завршена се довршити у склопу РТД-а, али још нису утврђена средства за изградњу, прије 2040. још нису утврђени средства за изградњу. РТД тренутно разматра привремену приградску линију, којом би саобраћали возови на сат времена у сат времена од Лонгмонда до Денвера.
Одјељењем Колорада за саобраћај управља Бустанг, аутобуски систем који нуди превоз радним данима и викендом, повезујући Денвер са Гранд Џанкшоном, Колорадо Спрингсом, Форт Колинсом и Ганисоном.
Грејхоунд лајнс, међуградски аутобуски превозник, има главни центар у Денверу, са линијама до Њујорка, Портланда, Риноа, Лас Вегаса и њиховог сједишта у Даласу. Помоћни аутобуси Американос возе на линији до Ел Паса. Савезни аутобуски превозници, Блек Хилс и Бурлингтон, саобраћају до Билингса, Омахе, Индијанаполиса и Аламосе.
Амтрак, национални систем железничких пруга, пружа услугу превоза до Денвера, свакодневно управљајући возом калифорнијски Зефир, у оба смјера између Чикага и Емервила у Калифорнији, преко увале од Сан Франциска. Услуга Амтрак Трувеј сервис, којим управљају приватне аутобуске компаније, повезује станицу Денвер са Стјеновитим планинама. Током 2017. године, законодавно тијело Колорада појачало је студије путничког жељезничког саобраћаја дуж Предњег ланца, потенцијално повезујући Денвер са Форт Колинсом и Пуеблом, или још даље до веза система Амтрак, Шејену и Тринидаду.
У Албукеркију, Њу Мексико, везе Денвер Турваја свакодневно се успостављају преко шефа Амтрака за југозапад . Поред тога, ски воз је саобраћао на некадашњој прузи Денвер и Рио Гранде западна пруга, која је превозила путнике између Денвера и скијалишта Винтер Парк, али више није у функцији. Ски воз возио је последњи пут возио до Винтер парка 29. марта 2009. Услуга је оживљена експериментално 2016. године, уз велики број локалних путника. Даљи развој опције железничких планинских коридора, иако јавно популаран, наишао је на отпор политичара, односно директора одељења за саобраћај у Колораду. Ски воз се вратио у промет под управљањем система Амтрак, под називом „Винтер Парк Екпрес“ 2017. године и тренутно вози само суботом, недељом и великим празницима током зимских скијашких сезона.
Денверове ране године као главног возног центра запада и данас су веома видљиве. Возови се заустављају у Денверу на историјској станици Јунион, гдје путници могу да приступе РТД-овој 16. улици или да користе лагану жељезницу за обилазак града. Станица Јунион ће такође служити као главно чвориште за жељезничко путовање у подручју метроа, по завршетку пројекта FasTracks. Град такође планира да уложи милијарде за довођење честог јавног превоза унутар једне четвртине миље већине становника.

#### Статистика јавног превоза у Денверу
Просјечно вријеме које људи проводе путујући јавним превозом у Денверу и Булдеру, — на примјер, за долазак и одлазак са посла, радним даном је 77 минута; 31% јавних превозника вози дуже од 2 сата дневно. Просјечно вријеме које људи чекају на зауставној или станици за јавни превоз је 14 минута, док 25% возача у просјеку чека сваког дана преко 20 минута. Просјечна удаљеност на којој се људи возе у једном путовању јавним превозом је 11.20 km, док 31% прелази 12.01 km у једном правцу.

### Аеродроми
Међународна аеродром Денвер (ИАТА: ДЕН, ИЦАО: КДЕН), обично познат као ДИА или ДЕН, служи као главни аеродром за Централни ланац урбаног коридора који окружује Денвер. ДИА је 30 km источно—сјевероисточно од Колорадо стејт капитола . ДИА је 20. најпрометнији аеродром на свијету и заузима 5. мјесто у Сједињеним Државама, са 64.494.613 путника који су прошли кроз њега у 2018. Заузима површину од 137.3 km, што га чини највећим аеродромом на копну у Сједињеним Државама и већем од острва Манхаттан. Денвер је главни центар Јунајтед ерлајнса и сједиште је Фронтијер ерлајнса, главни је фокусни град и најбрже растуће тржиште за Саутвест ерлајнс.
Године 2017, Међународни аеродром Денвер, сврстан је, од стране Мреже за ваздушни саобраћај — Skytrax, на 28 мјесто најбољих аеродрома на свијету и на друго мјесто у Сједињеним Америчким Државама, иза Међународног аеродрома Сјеверни Кентаки. ДИА је такође позиционирана на друго мјесто најбољих регионалних аеродрома у Сјеверној Америци за 2017 годину и четврти најбољи регионални аеродром на свијету.
Три општа аеродрома служе подручју Денвера. Метрополитански аеродром Стјеновитих планина (КБЈЦ), удаљен је 22 km на сјевер—сјеверозапад, Аеродром Кентениал (КАПА) удаљен је 22 км на југ—југоисток, а аеродром Централни ланац (КФТГ) удаљен је 38 km источно од Денвера.
У прошлости, Денвер је био дом неколико других аеродрома који више не раде. Међународни аеродром Стаплетон затворен је 1995. године, када га је замијенио ДИА. База ратних ваздухопловних снага Ловри била је војна обука за летење која је престала са операцијама на љето 1966, а база је коначно затворена 1994. године. И Стаплетон и Ловри су од тада преуређени у претежно стамбене четврти. Ваздухопловна база Букли, бивша ваздухопловна база Националне гарде, једино је војно постројење на подручју Денвера.

## У поп култури
- Телевизијска серија — ''Last Man Standing'' (2011—2020), снимана је у Денверу. Серија приказује град или оближњи планински пејзаж.
- Серија 30 Перија Масона, често је снимана у Денверу и у планинама у окружењу. Емитована је у периоду од 1985. до 1995. на телевизијској мрежи NBC, као наставак серије Пери Масон, која је емитована на каналу CBS.
- Сједиште индустрије уља Блејка Карингтона, било је у Денверу, у серији Династија из 1981.[257]
- Снимање филма Identity Thief, из 2013. примарно је одржавано у Денверу.
- Филм We're the Millers је сниман у Денверов. Филм је сниман 2013. године, а главне улоге су тумачили Џенифер Анистон, Џејсон Судеикис, Ема Робертс итд.
- Сал Парадајз, главни лик у роману Џека Керуака — On the Road, посјетио је Денвер неколико пута у књизи, путујући између Сан Франциска и Њујорка.[258]
- У роману Тома Кленсија из 1991. — The Sum of All Fears, терористичка група покушава да уништи Денвер са нуклеарним оружјем, за вријеме Супербоула и сви гледаоци су убијени. У Филмској верзији, радња се одвија у Балтимору.[259]
- Филм Клинта Иствуда из 1993. — In the Line of Fire, садржи сцене у којима је приказиван Денвер, када је Предсједник Сједињених Америчких Држава држао говор у Сивик центру.[260]
- Филм из 1995, Things to Do in Denver When You're Dead, у којем глуме Енди Гарсија и Кристофер Лојд, сниман је у Денверу.
- Тинејџерска серија — Срећно, Чарли (2010–2014), снимана је у Денверу.
- Роман Џејмса Дашнера The Death Cure садржи Денвер, као град који треба заштитити од животиња.
- У ТВ серији алтернативне историје — The Man in the High Castle (2015–2019), базираној на роману Филипа К. Дика, Денвер је главни град неутралне зоне између Јапанских Пацифичких држава и Великог америчког нацистичког рајха.
- ТВ шоу из 2016 — Those Who Can't, базиран је на основу измишљене средње школе у Денверу и у њему се налази бројни комичари из Денвера, укључујући Бена Роја, Адама Клејтон Холанда и Ендруа Орведаха.
- У Netflix ТВ серији — Money Heist, Денвер је име главног лика.

## Сестрински градови
Односи Денвера и Бреста почели су 1948, по чему је то други најстарији сестрински град у Сједињеним Америчким Државама. Године 1947, Аманда Кнех, учитељица у средњој школи Ист, посјетила је Брест, који је био уништен након Другог свјетског рата. Када се вратила, подијелила је своје искуство са студентима и њен разред је сакупио 32.000 долара како би помогли изградњу дјечијег одсјека болнице у Бресту. Поклон је довео до развоја програма сестринског града са Брестом.
Списак сестринских градова Денвера:
| - Брест, Француска (1948) - Такајама, Јапан (1960) - Најроби, Кенија (1975) - Кармијел, Израел (1977) - Куернавака, Мексико (1983) - Потенца, Италија (1983) | - Ченај, Индија (1984) - Куенминг, Кина (1985) - Аксум, Етиопија (1995) - Улан Батор, Монголија (2001) - Управа Багдад, Ирак (2012) |

## Занимљивости
- Један од угледнијих и познатијих житеља Денвера, велики добротвор и власник коцкарница, био је Србин Васо Ћуковић, родом из Рисна.
- Последњи краљ Југославије Петар II Карађорђевић је преминуо у Денверу, иако је Њујорк тајмс навео да је преминуо у Лос Анђелесу.